# موحدون دروز
الدروز أو كما يسمون أنفسهم الموحدون الدروز هم طائفة وإثنية دينية عربية تُدين بمذهب التوحيد ذي التعاليم الباطنية؛ الذي تعود أصوله إلى مذهب الإسماعيلية إحدى المذاهب الإسلامية، وإلى الدولة الفاطمية بالقرن العاشر، كما ترجع جذور الدروز إلى غرب آسيا. ويطلقون على أنفسهم اسم أهل التوحيد أو الموحدون. يقدّس الدروز النبي شعيب أحد أنبياء العرب، الذي يعدونه المؤسس الروحي والنبي الرئيسي في مذهب التوحيد. والمذهب التوحيدي قائم على تعاليم حمزة بن علي بن أحمد والخليفة الفاطمي السادس الحاكم بأمر الله والفلاسفة اليونانيين القدماء مثل أفلاطون وأرسطو وفيثاغورس وزينون الرواقي. وتذكر بعض الأبحاث أن الطائفة الدرزية تأسست في عهد الحاكم بأمر الله الفاطمي (411هـ/1020م) على يد محمد بن إسماعيل الدرزي، ولكن بعضها ذكر أن المؤسس الفعلي هو حمزة بن علي بن محمد الزوزني وهو من وضع كتبهم الدينية، وأن الرجلين اختلفا، فهاجر الأول (محمد بن إسماعيل الدرزي) إلى بلاد الشام، واشتهرت الطائفة باسمه، لكن الدروز لا يفضلون هذه النسبة، ويقولون إنها لا توجد في تاريخهم أو كتبهم المقدسة. ويعد المقتنى بهاء الدين من مؤسسي المذهب وهو من أقفل باب الاجتهاد والدعوة فيها.
رسائل الحكمة هي النص الأساسي لإيمان ومعتقدات الموحدين الدروز. ويستند مذهب التوحيد أو الدرزية على عناصر من الإسماعيلية وهي فرع من الإسلام الشيعي، والغنوصية، والأفلاطونية المحدثة، والفيثاغورية، والمسيحية، والزرادشتية، والبوذية، والهندوسية، فضلاً عن فلسفات ومعتقدات أخرى، مما أدّى إلى ابتكار لاهوت عُرف بالسريَّة والتفسير الباطني للكتب الدينية وتسليط الضوء على دور العقل والصدق. يؤمن الدروز بالظهور الإلهي، وفي التناسخ أو التقمص وهو مبدأ أساسي في المذهب الدرزي، والذي يتلخص مفهومه في رجوع الروح إلى الحياة بجسد آخر فوراً عند وفاة المرء نظراً لوجود ازدواجية أبدية في الجسد والروح ومن المستحيل أن توجد الروح بدون الجسد، وهي فكرة فلسفية ودينية مرتبطة بالجسد والروح والذات حسب المعتقدات الدرزية. يؤمن الموحدون الدروز بظهور سبعة أنبياء في فترات مختلفة من التاريخ وهم: آدم، ونوح، وإبراهيم، وموسى، ويسوع (عيسى بن مريم)، ومحمد، ومحمد بن إسماعيل.
يؤمن الدروز بميثاق أو عهد ولي الزمان، كقَسم يصبح به الدرزي درزياً، ويعده ميثاقاً أزلياً. وعُرف الدروز بالانغلاق على أنفسهم وتماسكهم الاجتماعي والثقافي والسياسي، حيث دفعت حملات الاضطهاد الدروز إلى الانغلاق على أنفسهم، والسكن في جبال لبنان وسوريا وفلسطين وعاشوا داخل نظام اجتماعي مغلق على الطائفة. ويُفرق الدروز -بشكل عام- بين الشخص الروحاني والشخص الجثماني؛ فالأول بيده أسرار الطائفة (رؤساء، وعقلاء، وأجاويد)، أمَّا الثاني فلا يبحث في الروحيانيات، ولكنه منغمس في الدنيويات (الجهال). وتعرف أماكن العبادة لدى الدروز بالخلوات يسمعون فيها ما يتلى عليهم، ولا يسمح للجهال بحضورها أو سماع الكتب المقدسة إلا في عيدهم الوحيد، في عيد الأضحى باعتباره أهم عطلة لهم، ويختلف شكل شعائرهم عن تلك السائدة لدى معظم المسلمين.
نظرًا لأن الدروز خرجوا من رحم الإسلام ويُشاركون الإسلام في معتقدات معينة، فإن الموقف من كون المذهب الدرزي دينًا منفصلاً أو طائفة إسلامية هو موضوع مُثير للجدل؛ يُعدّ البعض مذهب التوحيد أحد المذاهب الإسلامية والمُتفرّعة من الإسماعيلية، حيث يُشيرون إلى أن الدروز يؤمنون بالشهادتين، أن لا إله إلا الله وأن مُحمّدًا رسول الله، وبالقرآن والقضاء والقدر واليوم الآخر، في حين يُعدّه بعض الباحثين والعلماء ديانة إبراهيمية وتوحيدية مُستقلة مُنشقة من الإسلام، وهو ما ينفيه مشايخ الموحدون عن أنفسهم بحسب باحثين، حيث يعدّون أنفسهم فرقة إسلامية تحرص على فرادتها وتعتز بتقاليدها، بينما يجادل عدد آخر من الباحثين أن عوام الدروز لا يَعتَبِرُون أنفسهم مسلمون، وأنه لا يُنظر إليهم على أنهم مسلمون على الإطلاق. وباستثناء تلاوة الشهادتان لا تتبع العقيدة الدرزية الشريعة الإسلامية ولا أركان الإسلام الخمسة (مثل الصيام في شهر رمضان، والحج إلى مكة، وتأدية الصلوات الخمس). وبينما يُعلن الدروز الإيمان بالشهادتان، يُجادل عدد من العلماء والباحثين أنَّ الدروز يتلون الشهادتان كشكل من أشكال التقية حفاظًا على دينهم وسلامتهم والسرية وتجنبًا للإضطهاد.
لعبت الطائفة الدرزية دورًا هامًا في تشكيل تاريخ بلاد الشام، واستمرت في لعب دور سياسي كبير في هذه المنطقة كأقلية عرقية ودينية، تعرّض الدروزُ إلى الاضطهاد في العديد من الأحيان، إذ اعتبروا لدى علماء الدين في بعض الطوائف الإسلامية بأنهم مرتدين عن الإسلام، وبالتالي كفَّرت العديد من الفتاوى الدروزَ واعتبرتْهم مُرتدِّين عن دين الإسلام. من أبرز حملات الاضطهاد التي تَعرَّضَ لها الدروز كانت من الخلفية الفاطمي السابع الظاهر لإعزاز دين الله، حيث قام بحملة إبادة المجتمعات المحلية الدرزية والتي شملت تطهيرًا عرقيًا في كلٍّ من أنطاكية وحلب وشمال سوريا. جرت حملات اضطهاد أخرى مماثلة من قبل المماليك والدولة العثمانية؛ وفي الآونة الأخيرة قام كل من تنظيم الدولة الإسلامية أو ما يُعرف بداعش وتنظيم القاعدة بحملات تطهير في سوريا والدول المجاورة، استهدفت المعتقدات والأقليات غير المسلمة.
المذهب الدرزي هو واحد من الجماعات الدينية الكبرى في بلاد الشام، وتتراوح أعدادهم في العالم بين 800 ألف نسمة إلى نحو المليونين. يتواجد الدروز في المقام الأول بكل من سوريا ولبنان وإسرائيل، إلى جانب مجتمعات محلية صغيرة من الدروز في الأردن وفي المهجر خاصةً في كل من فنزويلا والولايات المتحدة نتيجة للهجرة الدرزية من بلاد الشام. تتواجد أقدم وأكبر المجتمعات الدرزية في كل من جبل لبنان وجبل الدروز وجبل الكرمل. ومن المعروف أنها شكلَّت مجتمعات متماسكة مغلقة لا تسمح بانضمام لغير الدروز، رغم أنهم مُندمجون بشكل كامل في أوطانهم المعتمدة.

## تاريخ

### التسمية

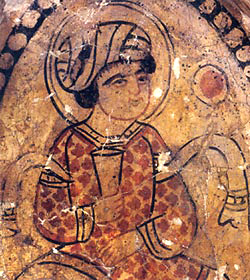
أبو عليّ المنصور الحاكم بأمر الله، وأعلن مؤسس الدروز المعروف محمد بن إسماعيل الدرزي أن الحاكم تجسيد لله عام 1018.

يُشير الدروز إلى أنفسهم بِاسم الموحدون نسبةً إلى عقيدتهم الأساسية في «توحيد الله» أو بتسميتهم الشائعة «بني معروف» ويعتقد الباحثون أن هذا الاسم هو لقبيلة عربية اعتنقت الدرزية في بداياتها أو ربما هو لقب بمعنى أهل المعرفة والخير، ويشتق اسم الدروز من اسم محمد بن إسماعيل الدرزي والذي كان واعظًا مبكرًا في الدعوة التوحيدية. وعلى الرغم من أن الدروز يعتبرون محمد بن إسماعيل الدرزي زنديق، فقد استخدم الاسم للتعبير عنهم.
قبل أن تصبح الدعوة التوحيدية علنية، كانت الحركة سرية وعقدت اجتماعات مغلقة فيما كان يعرف بجلسات الحكمة. خلال هذه المرحلة، وقع نزاع بين محمد بن إسماعيل الدرزي وحمزة بن علي بن أحمد بشكل أساسي بشأن «غلو» الدرزي، والذي يشير إلى الاعتقاد بأن الله قد تجسد في البشر (وخاصةً علي وأحفاده، بما في ذلك الحاكم بأمر الله، الذي كان الخليفة في ذلك الوقت) وللدرزي الذي أطلق على نفسه اسم «سيف الإيمان»، مما دفع حمزة بن علي بن أحمد إلى كتابة رسالة يدحض فيها الحاجة إلى نشر الإيمان بالسيف وعدة رسائل يدحض فيها معتقدات الغلاة. وفي عام 1016 أعلن محمد بن إسماعيل الدرزي وأتباعه صراحةً معتقداتهم ودعوا الناس للانضمام إليهم، مما تسبب في أعمال شغب في القاهرة ضد الحركة التوحيدية بما في ذلك حمزة بن علي بن أحمد وأتباعه. أدى ذلك إلى تعليق الحركة لمدة عام وطرد الدرزي وأنصاره.
على الرغم من أن الكتب الدينية الدرزية تصف الدرزي بأنه «وقح» و«العجل» الذي يتسم بالعقل الضيق والمتسرع، لا يزال اسم «الدروز» يُستخدم لتحديد الهوية ولأسباب تاريخية. في عام 1018، اغتيل الدرزي بسبب تعاليمه. تزعم بعض المصادر أن الحاكم بأمر الله  أعدمه.
ترى بعض السلطات في اسم «الدروز» كلمة وصفية، مستمدة من اللغة العربية «دارس». وتكهن آخرون بأن الكلمة تأتي من الكلمة الفارسية (بالفرنسية: درزو، نقحرة: درزو) والتي تعني «النعيم» أو من الشيخ حسين الدرزي، الذي كان من أوائل المتحولين إلى الإيمان التوحيدي. في المراحل المبكرة للحركة، نادرًا ما يذكر المؤرخون كلمة «الدروز»، وفي النصوص الدينية الدرزية تظهر فقط كلمة المؤيد أو الموحدين. المؤرخ العربي الأول الوحيد الذي ذكر الدروز هو العالم المسيحي يحيى بن سعيد الأنطاكي من القرن الحادي عشر، والذي يشير بوضوح إلى مجموعة من الهرطقة التي أنشأها الدرزي، بدلًا من أتباع حمزة بن علي. وبالنسبة للمصادر الغربية، كان بنيامين التطيلي، المسافر اليهودي الذي مر عبر لبنان عام 1165 أو نحو ذلك التاريخ، وهو أحد أوائل الكتاب الأوروبيين الذين أشاروا إلى الدروز بالاسم. وكلمة دوغوزين المذكورة في الإصدار باللغة العبرية المبكرة لرحلاته، ولكن من الواضح أن هذا خطأ في الكتابة. وقد وصف الدروز بأنهم «سكان الجبال، موحيدين، ويؤمنون» بخلود الروح «و التناسخ». وصرّح أيضاَ بأنهم «أحبوا اليهود».

### التاريخ المبكر

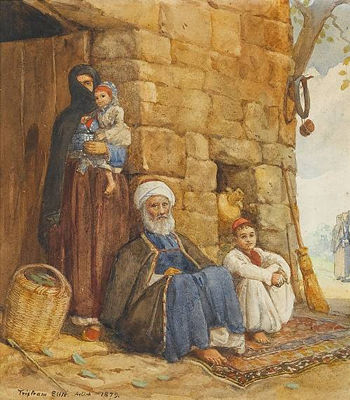
رسم لعائلةٍ دُرزيَّة من جبل لُبنان. تُعد الدُرزيَّة أبرز الطوائف التي برزت خِلال العهد الفاطميّ.

في عام 996م مات الخليفة الفاطمي العزيز بالله وتولّى الخلافة بعده ولي عهده المنصور، ومن بعده ابنه الملقب بأبي تميم أحمد، وكان له من العمر نحو إحدى عشر سنة. اتخذ الخليفة الصغير لنفسه لقب “الحاكم بأمر الله”، وكان قوي العزيمة وذا شخصية استثنائية أثارت الجدلَ الكثيرَ في عصره وحتى الآن. وكان كثيرَ البطشِ. وفي سنة 408 هـ استدعى الإمام الحاكم كبيرَ دُعاتِهِ وأحد المقربين إليه وهو حمزة بن علي وأمره أن يذهب إلى بلاد الشام ليتسلم رئاسة الدعوة الإسماعيلية فيها ويجعل مقره (وادي التيم) بسبب الاضطرابات الحاصلة في تلك المنطقة بذلك الوقت. وتمكن حمزة في خلال وقت قصير من السيطرة على الاضطراب وعمل جاهدا لتوسيع وانتشار الدعوة الإسماعيلية في بلاد الشام. حتى لقبه الإمام الحاكم بالسَّنَد الهادي.
بدأ الإيمان الدرزي كحركة في الطائفة الإسماعيلية والتي كانت تعارض بعض الإيديولوجيات الدينية والفلسفية التي كانت موجودة خلال تلك الحقبة. بشر بهذا الإيمان حمزة بن علي بن أحمد، وهو عالم باطني وصوفي. والذي جاء إلى مصر عام 1014 وقام بتجميع مجموعة من العلماء والقادة من جميع أنحاء العالم لتأسيس الحركة التوحيدية. وعقد اجتماعات في مسجد ريضان، بالقرب من مسجد الحاكم بأمر الله.
في عام 1017، كشف حمزة بن علي بن أحمد رسميًا عن الإيمان الدرزي وبدأ في نشر العقيدة التوحيدية. وحصل حمزة على دعم الخليفة الفاطمي الحاكم بأمر الله، والذي أصدر مرسومًا يشجع الحرية الدينية قبل إعلان الدعوة الإلهية. وأصبح الحاكم بأمر الله شخصيَّة محوريَّة في العقيدة الدرزية رغم أن موقعه الديني كان محل خلاف بين العلماء. يصرح جون اسبوزيتو أن الحاكم كان يُعتقد أنه «ليس فقط القائد الديني والسياسي المُعين إلهيًا، بل أيضًا هو الفكر الكوني الذي يربط الله بالخليقة»، بينما يرى آخرون مثل نسيم دانا ومردخاي نيسان أنه مظهر من مظاهر تناسخ الله أو الذي يفترض صورة الله.
يقول بعض العلماء الدروز وغير الدروز مثل سامي سويد وسامي مكارم أن هذا الالتباس يرجع إلى التشويش حول دور الداعية المبكر محمد بن إسماعيل الدرزي، الذي رفضت تعاليمه الدروز باعتبارها هرطقة. وتؤكد هذه المصادر أن الحاكم رفض ادعاءات الدرزي عن الألوهية، وأمر بإلغاء حركته مع دعم حركة حمزة بن علي بن أحمد.
في 23 فبراير 1021م اختفى الحاكم في إحدى الليالي أثناء رحلته المسائيَّة - من المفترض أنه اغتيل، ربما بناءً على طلب من أخته الكبرى ست الملك. واختلفت المصادر في تفسير الأمر الذي حصل له في تلك الليلة، لكن تبقى الحقيقة أن الحاكم بامر الله قد اختفى من دون أثر. اضطر الإسماعيليون في القاهرة إلى إعلان وفاة الحاكم بأمر الله وإعلان ابنه الظاهر لإعزاز دين الله إمامًا وحاكمًا للدولة الفاطمية. إلا أن حمزة بن علي رفض التسليم بموت الحاكم؛ وقال أن الحاكم اختفى ليعود في وقت لاحق ليملأ الأرض عدلًا. لذلك فقد رفض الاعتراف بإمامة ابنه الظاهر وأعلن هو ومن اتبعه في بلاد الشام عن انشقاقهم عن الدولة الفاطمية. ويعتقد الدروز أنه ذهب إلى الغيبة مع حمزة بن علي بن أحمد وثلاثة من الدعاة البارزين الآخرين، تاركين رعاية «الحركة التبشيرية التوحيدية» لزعيم جديد، وهو المقتنى بهاء الدين. في 23 فبراير 1021م خرج الحاكم بأمر الله ليلًا وبدون حراسة كعادته ولم يعد.

### إغلاق الإيمان
استُبدل الحاكم بابنه القاصر، الظاهر لإعزاز دين الله. واعترفت حركة الدروز التوحيدية، والتي كانت موجودة في الخلافة الفاطمية، بالظاهر لإعزاز دين الله كخليفة، لكنها اتبعت حمزة كإمام لها. وأمرت الوصية على الخليفة الشاب، ست الملك، الجيش بتدمير الحركة في عام 1021. في الوقت نفسه عين حمزةُ بن علي بهاءَ الدين السموقي على قيادة الحركة التوحيدية.
في البداية كشف نشتكين الدرزي دعوتهم وهذا كان مخالفًا لأصحابه الذين أكّدوا على سرية الدعوة، إلا أن الكثير من الناس عَرَفُوا بها حيث قام ماسكين بفتح سجل في مساجد القاهرة ليكتتب فيه المؤمنون بألوهيّة الحاكم بأمر الله، فاكتتب فيه سبعة عشر ألفًا (كلهم يخشون بطش الحاكم). ثار الناس بعد ذلك على هذه الدعوة بمساعدة الأتراك، فاختبأ نشتكين في قصر الحاكم إلى أن استطاع الهرب إلى وادي التيم، على السفوح الغربية لجبل الشيخ في جنوب شرق لبنان، وكان يقطنه التنوخيون الذين كانوا يدينون بالولاء للعبيديين، حيث تمكن من نشر دعوته بينهم، وقام بطرح أفكار جديدة مختلفة عن أفكار حمزة، ولقّب نفسه ب”سيف الإيمان” و”سيد الهادين”؛ وتصدُّره هذا جعل حمزة يحقد عليه ويُؤَلِّب الناس عليه حتى قتلوه في عام 411 هـ  أما حمزة وأتباعه، فقد التجأوا إلى مسجد ريدان قرب قصر الخليفة عندما ثار الناس، ولم يكن مع حمزة بن علي داخل المسجد سوى اثني عشر نفرًا، بينهم إسماعيل بن مُحمد التميمي، ومُحمد بن وهب القرشي وسلامة بن عبد الوهاب السامرّيّ، وكان معهم بهاء الدين عليّ بن أحمد الطائي وأيوب بن علي، ورفاعة بن عبد الوارث ومحسن بن علي.
على مدار الأعوام السبعة التالية، واجه الدروز اضطهادًا شديدًا من الخليفة الجديد، الظاهر لإعزاز دين الله، الذي أراد القضاء على الإيمان الدرزي. وكان هذا نتيجة صراع على السلطة داخل الدولة الفاطمية، حيث شوهد الدروز بعين الريبة بسبب رفضهم الاعتراف بالخليفة الجديد، الظاهر لإعزاز دين الله، كإمام لهم. وانضم العديد من الجواسيس، وخاصةً أتباع الدرزي، إلى حركة التوحيد من أجل التسلل إلى المجتمع الدرزي. بدأ الجواسيس في إثارة المتاعب وتلطيخ سمعة الدروز. نتج عن ذلك احتكاك مع الخليفة الجديد الذي اشتبك عسكريًا مع المجتمع الدرزي. وتراوحت المصادمات بين أنطاكية والإسكندرية، حيث ذبح الجيشُ الفاطمي عشرات الآلاف من الدروز. وكانت أكبر مذبحة في أنطاكية، حيث قُتل 5,000 من الزعماء الدينيين الدروز، تلتها مذبحة حلب. ونتيجة لذلك، مارس الدروز إيمانهم بسرية تحت الأرض، على أمل البقاء على قيد الحياة، حيث أُجبر المعتقلون إما على التخلي عن عقيدتهم أو القتل. وعُثر على ناجين من الدروز في جنوب لبنان وسوريا. وفي عام 1038، بعد مرور عامين على وفاة الظاهر لإعزاز دين الله، تمكنت الحركة الدرزية التوحيدية من الإستئناف والإستمرار لأن القيادة الجديدة التي حلت مكان الظاهر لإعزاز دين الله كانت تربطها علاقات سياسية ودية مع زعيم درزي بارز واحد على الأقل.
في عام 1043، أعلن المقتنى بهاء الدين أنَّ الطائفة لم تعد تقبل أنصار جدد، ومنذ ذلك الوقت حُظر التبشير.

### الحقبة الصليبية
اعتقد ابن تيمية أن للدروز درجة عالية السلف أن للدروز درجة عالية من الكفر، إلى جانب ارتدادهم. وبالتالي، فهم ليسوا جديرين بالثقة ولا ينبغي أن يغفر لهم. وعلّم أن المسلمين لا يمكنهم قبول توبة الدروز ولا إبقائهم على قيد الحياة، ويجب مصادرة ممتلكات الدروز، واستعباد نسائهم. خلال فترة حكم الصليبيين في بلاد الشام (1099-1291)، ظهر الدروز لأول مرة في ضوء التاريخ في المنطقة الغربية من جبال الشوف. وظهروا كمحاربين أقوياء يخدمون الحكام المسلمين في دمشق ضد الحملات الصليبية، وكُلف الدروز بمهمة مراقبة الصليبيين في ميناء بيروت، بهدف منعهم من القيام بأي اعتداءات داخل البلاد. بعد ذلك، وضع قادة الدروز في الغرب تجربتهم العسكرية الكبيرة تحت تصرف الحكام المماليك في مصر (1250–1516)؛ أولًا، لمساعدتهم على وضع حد لما تبقى من حكم الصليبيين في بلاد الشام الساحلية، وفي وقت لاحق لمساعدتهم على حماية الساحل اللبناني من الانتقام الصليبي عن طريق البحر.
في الفترة المبكرة من الحقبة الصليبية، كانت السلطة الإقطاعية الدرزية في أيدي عائلتين، التنوخيون وأرسلان. ومن قلاعهم في منطقة الغرب (قضاء عاليه في محافظة جبل لبنان الجنوبي حاليًا)، قاد التنوخيين توغلاتهم في الساحل الفينيقي وأخيرًا نجحوا في السيطرة على بيروت والسهل البحري ضد الفرنجة الصليبيين. وبسبب معاركهم الشرسة مع الصليبيين، كسب الدروز احترام الخلفاء المسلمين السنَّة، وبالتالي اكتسبوا قوى سياسية مهمة. بعد منتصف القرن الثاني عشر، حلّت الأسرة المعنية محل التنوخيين في قيادة الدروز. ويعود أصل العائلة إلى الأمير معان الذي ظهر في لبنان في أيام الخليفة العباسي الفضل المسترشد بالله (1118-1135 م). اختارت الأسرة المعنية مقرها في قضاء الشوف في جنوب غرب لبنان (جنوب جبل لبنان)، وكانوا يطلون على السهل البحري بين بيروت وصيدا، وجعلوا من مقرهم الرئيسي في بعقلين، والتي لا تزال قرية درزية رائدة. لقد استثمرهم  السلطان نور الدين زنكي بالسلطة الإقطاعية وزود الكتائب المحترمة بالصف الإسلامي في كفاحهم ضد الصليبيين.

### الاضطهاد خلال الحقبة المملوكية والعثمانية
بعد طرد الصليبيين من الأراضي المقدسة، حوّّل سلاطين مصر المملوكيون انتباههم إلى المسلمين السوريين المنشقين. في عام 1305، بعد إصدار فتوى من قبل الفقيه ابن تيمية، بالدعوة إلى الجهاد ضد جميع المسلمين من غير السنَّة مثل الدروز والعلويين والإسماعيليين والمسلمين الشيعة الاثني عشر، ألحق الناصر ناصر الدين محمد بن قلاوون هزيمة كارثية بالدروز. وفي كسروان، أجبر الدروز على التحول إلى المذهب السني . في وقت لاحق، في عهد العثمانيين، تعرضّ الدروز لهجوم شديد في صوفر في عام 1585، بعد أن زعم العثمانيون أنَّ الدروز هاجموا قوافلهم بالقرب من طرابلس. كنتيجة للتجربة العثمانية مع الدروز المتمردين، كلمة دورزي في اللغة التركية، لا تزال تعني البلطجي. ووصف حكيم إسلامي مؤثر في ذلك الوقت الدروز بأنهم كفار وجادل بأنه، على الرغم من أنهم قد يتصرفون مثل المسلمين في الخارج، فإن هذا ليس أكثر من ذريعة. وأعلن أن مصادرة الممتلكات الدرزية وحتى عقوبة الإعدام سوف تتوافق مع قوانين الإسلام.
ونتيجة لذلك، شهد القرن السادس عشر والسابع عشر سلسلة من التمردات الدرزية المسلحة ضد العثمانيين، والتي واجهتها الحملات العقابية العثمانية المتكررة ضد الشوف، والتي تعرض فيها السكان الدروز في المنطقة للإستنزاف ودُمرت العديد من القرى الدرزية. لم تنجح هذه الإجراءات العسكرية القاسية، في تراجع الدروز المحليين إلى درجة التبعية المطلوبة. وأدى ذلك إلى موافقة الحكومة العثمانية على ترتيب يمنح بموجبه النواحي الإدارية المختلفة في الشوف في «الإلتزام» إلى أحد أمراء المنطقة، أو كبار الزعماء، مما يترك الحفاظ على القانون والنظام وتحصيل الضرائب في المنطقة بين يدي الأمراء من الأسرة المعنية. كان هذا الترتيب هو توفير حجر الزاوية للمكانة المميزة التي تمتعت بها في النهاية مناطق جبل لبنان والدروز والمسيحيين على حد سواء.

### الأسرة المعنية

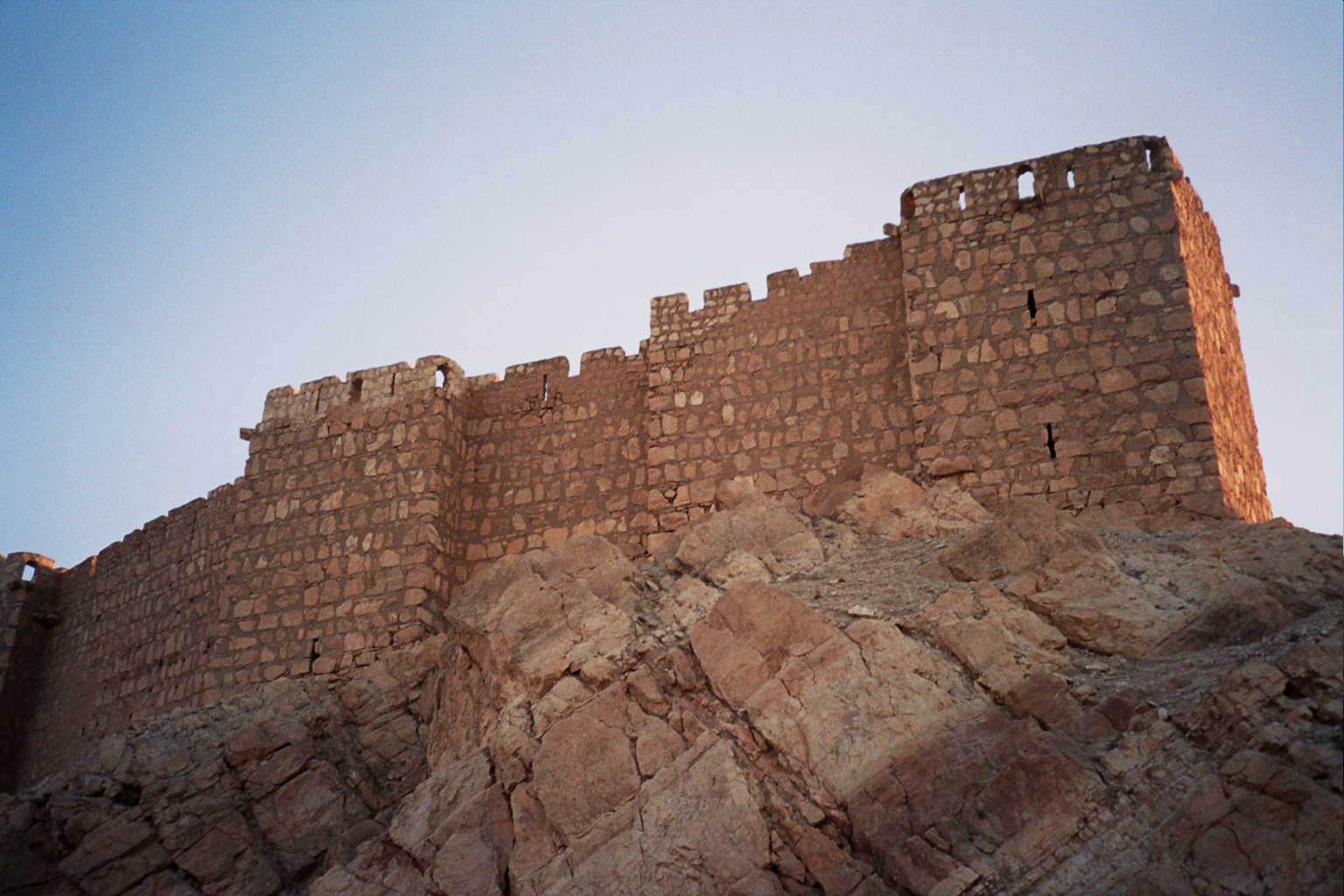
قلعة فخر الدين المعني في تدمر.

مع مجيء الأتراك العثمانيين والسيطرة على سوريا على يد السلطان سليم الأول في عام 1516، اعترف الحكام الجدد بالمعنيين كأمراء إقطاعيين في جنوب لبنان. وانتشرت القرى الدرزية وازدهرت في تلك المنطقة، والتي ازدهرت تحت قيادة الأسرة المعنية لدرجة أنها اكتسبت المصطلح العام لجبل بيت معان أو جبل الدروز. والتي أثبتت منذ منتصف القرن التاسع عشر أنها ملاذ آمن للمهاجرين الدروز من لبنان وأصبحت مقرًا للسلطة الدرزية.
في عهد فخر الدين المعني الثاني، زادت السيادة الدرزية حتى شملت لبنان وجميع سوريا تقريبًا، ممتدة من حافة سهل أنطاكية في الشمال إلى صفد في الجنوب، مع جزء من صحراء سوريا والتي كانت تسيطر عليها قلعة فخر الدين المعني في تدمر، العاصمة القديمة لزنوبيا. ولا تزال أنقاض هذه القلعة تقف على تل شديد الانحدار يطل على المدينة. أصبح فخر الدين المعني الثاني قويًا جدًا بالنسبة لسيادته التركية في القسطنطينية. وقام عام 1608 بتوقيع معاهدة تجارية مع فرديناندو الأول دي مدتشي تحتوي على بنود عسكرية سرية. ثم أرسل السلطان العثماني قوة ضد فخر الدين المعني الثاني، وأرغم فخر الدين المعني الثاني على الفرار من المنطقة والتماس اللجوء في بلاط توسكانا ونابولي في عام 1613 وعام 1615 على التوالي.
في عام 1618، أدت التغييرات السياسية في السلطنة العثمانية إلى إقصاء العديد من أعداء فخر الدين من السلطة، مما يشير إلى عودة الأمير المنتصر إلى لبنان بعد فترة وجيزة. من خلال سياسة ذكية من الرشوة والحرب، وسع نطاقاته لتشمل كل لبنان الحديث، وبعض من أجزاء سوريا وشمال منطقة الجليل. كان والي حلب ووالي دمشق ينظران بحقد وغيظ إلى ما بلغه فخر الدين من نفوذ، وكان بعض الأمراء العرب في فلسطين يترقبون الفرص للتخلص من سيطرة الأمير عليهم. وكان أعداء الأمير في لبنان، وهم من رجال الحزب اليمني، يعملون على إثارة الولاة وإرسال الشكاوى إلى الباب العالي في إسطنبول، ليدعموا بها تقارير الولاة عن أعمال فخر الدين ومطامحه. وكان كل من هذه الشكاوى والتقارير كافيا لإثارة غضب السلطان على الأمير المعني، ومما اتهم به:
1. تحقير الدين الإسلامي والدفاع عن المسيحيين،
2. توسيع أراضيه بعد أن ضم أراضي جيرانه إليه،
3. المماطلة في أداء الضرائب المفروضة عليه.[125] وجاء في شكوى قدمها والي حلب أن هدف الأمير من إعادة بناء قلعتيّ بيروت وصيدا وسائر القلاع هو القضاء على الدولة العثمانية نفسها، وأنه اتفق مع دولة توسكانا على ذلك فأوفدت له الخبراء والمهندسين.[125] وأكد ظنون الدولة العثمانية، ما كتبه والي القدس العثماني، وما رواه التجار الأوروبيون في إسطنبول عن وجود اتفاقيات سريّة بين فخر الدين وإسبانيا وتوسكانا والبابا لاحتلال الأراضي المقدسة. والواقع أن الدولة العثمانية لم تكن بحاجة إلى هذه الأسباب لتعلن عدائها للأمير، بل يكفيها ما كانت تلاحظه من أن الأمير كان يتصرف في إمارته تصرف السيد المستقل، فيعين الموظفين ويعزلهم، ويُجهز الجيوش ويبني القلاع ويقيم العلاقات مع الدول الأجنبية، ويسمح لها بأن تنشئ قنصليات في صيدا.[125]

في عام 1632، سُمِّي أحمد الكجك حاكمًا عام في دمشق. كان أحمد الكجك منافسًا لفخر الدين وصديقًا للسلطان مراد الرابع، والذي أمر الباشا وسلاح البحرية بالسلطنة بمهاجمة لبنان وإقالة فخر الدين. هذه المرة قرر الأمير البقاء في لبنان ومقاومة الهجوم، لكن موت ابنه علي في وادي التيم كان بداية هزيمته. ولجأ في وقت لاحق إلى مغارة جزين، لاحقًا أرسل الأمير فخر الدين أسيرا إلى دمشق واودعه الكجك وأولاده ونساءه في قلعة دمشق وعاد هو إلى لبنان. نُقل الأمير بعذ ذلك إلى إسطنبول مع أولاده وبقيت زوجاته في دمشق. وفي إسطنبول استطاع الأمير أن يُقنع السلطان العثماني بأنه لم يُعلن العصيان على الدولة، وأثبت أنه كان يؤدي سنويّا، الأموال المطلوبة منه، ولكنها لم تكن تصل دائما إلى السلطان. فعامله بالرفق ورضي عنه وتقرر أن يُقيم في ما يشبه الإقامة الجبرية في العاصمة. وظن كثير من الذين شاهدوا هذه المعاملة أن الأمير سيعود إلى سابق مجده وعزه. وبلغت السلطان أنباء مقلقة من والي دمشق؛ فقد ثار على الدولة ابن شقيق فخر الدين، الأمير ملحم بن يونس، بعد أن علم بأسر عمه ومقتل أبيه. لقد جمع حوله جمعا كبيرا وهاجم جيش والي دمشق، وهاجم أنصاره صيدا وضواحي بيروت، وثاروا في جميع المناطق وانتقموا من العثمانيين. عندئذ أمر السلطان بقتل زوجات الأمير فخر الدين في دمشق، وبقتل فخر الدين وأولاده، فنفذوا أمره في 13 أبريل 1635، ورُوي أنه عٌُلّق على باب السراي شنقًا وقيل قُطع رأسه وحُكي أنه دُق في جرن هرسا.

علم الإمارة المعنية (1120-1697).

كان فخر الدين الثاني أول حاكم في لبنان الحديث يفتح أبواب بلاده لتأثيرات غربية أجنبية. وتحت رعايته أنشأ الفرنسيون خان (نزل) في صيدا، ودَخل المبشرون المسيحيون إلى البلاد. لا تزال بيروت وصيدا، وهي من مقرات فخر الدين الثاني، تحمل آثار حكمه. خلف فخر الدين الثاني في عام 1635 من قبل ابن أخيه ملحم المعاني، والذي حكم حتى موته في عام 1658. وعاش ابن فخر الدين الوحيد، حسين، بقية حياته مسؤولًا في البلاط في الآستانة. ومارسوا حقوق جمع الضرائب التي فرضها نظام الإلتزام في مناطق الشوف والغرب والمتن والكسروان في لبنان. وقاتلت قوات ملحم وهزمت قوات مصطفى باشا، البكلربك من دمشق في عام 1642، لكن المؤرخين ذكروا أنه كان موالٍ للحكم العثماني.
بعد وفاة ملحم، دخل أبناؤه أحمد وقرقماز في صراع على السلطة مع زعماء دروز آخرين مدعومين من العثمانيين. في عام 1660، تحركت الدولة العثمانية لإعادة تنظيم المنطقة، حيث وضعت سنجق صيدا - بيروت وصفد في إيالة صيدا المُشكلة حديثاَ، وهي خطوة اعتبرها الدروز المحليون محاولة لفرض السيطرة. يذكر المؤرخ المعاصر استيفان الدويهي أن قرقماز قُتل بعد خيانة البكلربك في دمشق عام 1662. ولكن انتصر أحمد المعاني في الصراع على السلطة بين الدروز في عام 1667، لكن الأسرة المعنية فقدت السيطرة على صفد وتراجعوا للسيطرة على الإلتزام في جبال الشوف وكسروان. واستمر أحمد كحاكم محلي حتى وفاته لأسباب طبيعية، دون أن يترك وريث، في عام 1697.
خلال حرب العثمانيين - هابسبورغ (1683-1699) تعاون أحمد معن في تمرد ضد العثمانيين امتد إلى ما بعد وفاته. وانتقل حق الالتزام في الشوف وكسروان إلى آل شهاب الصاعدة من خلال توريث الإناث.

### الأسرة الشهابية

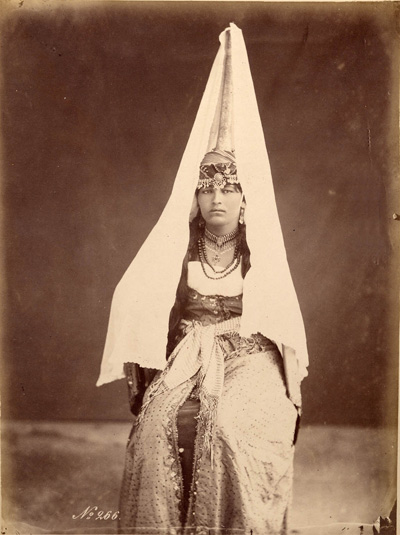
مرأة درزية ترتدي الطنطور في قضاء الشوف، عام 1870.

في وقت مبكر من أيام صلاح الدين الأيوبي، وبينما كانت الأسرة المعنية لا تزال تسيطر بالكامل على جنوب لبنان، كانت قبيلة شهاب، والتي كانت في الأصل من عرب الحجاز، ولكنها استقرت في وقت لاحق في حوران، وتقدمت من حوران، عام 1172، واستقرت في وادي التيم عند سفح جبل الشيخ. وسرعان ما قاموا بتحالف مع الأسرة المعنية واعتُرف بهم قادة الدروز في وادي التيم. في نهاية القرن السابع عشر (1697) خلف الشهابيون الأسرة المعنية في القيادة الإقطاعية في جنوب لبنان الدرزي، وعلى الرغم من أنهم اعترفوا رسميًا بالإسلام السني، إلا أنهم أظهروا تعاطفًا مع الدرزية، دين غالبية رعاياهم.
استمرت قيادة آل شهاب حتى منتصف القرن التاسع عشر وتوجت بالحكم للأمير بشير الثاني الشهابي (1788-1840) والذي كان، بعد فخر الدين الثاني، أقوى سيد إقطاعي في لبنان. على الرغم من أنه كان حاكم جبل الدروز، إلا أن البشير كان مسيحيًا متخفيًا، وقد طلب نابليون مساعدته في عام 1799 خلال حملته ضد سوريا. في عهد بشير الثاني الشهابي اعتنق البعض من الشهابيين الدروز المسيحية دينًا، وكان من بينهم أبناء الأمير بشير وبشير نفسه بحسب الظاهر، ومما هو متوافق عليه من أسباب تحولهم، هو تأثير مربيهم ومستشاريهم المسيحيين عليهم منذ طفولتهم، وعيشهم في جبل لبنان ذي الأغلبية المسيحية المارونية والدرزية، فشكلت كل هذه العناصر برودًا لعلاقتهم مع دين آبائهم وأجدادهم أي الإسلام. يُقال أن الأمير علي الشهابي، كان أول من اعتنق المسيحية سرّا وذلك في عهد الأمير يوسف، وفي هذه الرواية المزعومة، كان الأمير قد أحب امرأة درزية وبادلته الحب، لكنها خافت أن يستخدم حقه الشرعي ويتزوج عليها في المستقبل إن دخل علاقتهما أي ملل، من هنا توجهت نحو الدين الذي يؤمن لها مرادها، وبواسطة بطريرك ماروني موهوب، نجحت في تحويل زوجها إلى المسيحية. ويقول بعض المؤرخين أن بشير الثاني اعتنق المسيحية سرّا واستمر بتأدية الفرائض الإسلامية، كأن يُصلي في المسجد يوم الجمعة، ويصوم شهر رمضان علنا، ولكنه كان أيضا يقيم في قصره قدّاسا يوميّا يخدم فيه راهب كاثوليكي، تحت ستار مفاده أن زوجته الشركسية اعتنقت الدين المسيحي. ويقول بعض الرحالة، مثل لامارتين الذي زار لبنان سنة 1832، أن دين الأمير كان في واقع الأمر لغزًا محيرًا، حيث لم يستطع أحد إثبات شيء عليه.
بعد أن عزز غزواته في سوريا العثمانية (1831-1838)، ارتكب إبراهيم محمد علي باشا، ابن حاكم مصر، محمد علي باشا، خطأ فادح بمحاولة نزع سلاح المسيحيين والدروز في لبنان وتجميع الأخيرين في جيشه. كان هذا مخالفًا لمبادئ حياة الاستقلال التي عاشها دائمًا هؤلاء الجماعات، وأدت إلى انتفاضة عامة ضد الحكم المصري. شجع البريطانيون الانتفاضة لأسباب سياسية. وتميزت الجماعات الدرزية في وادي التيم وحوران، تحت قيادة شبلي العريان، بمقاومتهما العنيدة في مقرهما الذي لا يمكن الوصول إليه.

### القيسيين واليمنيين

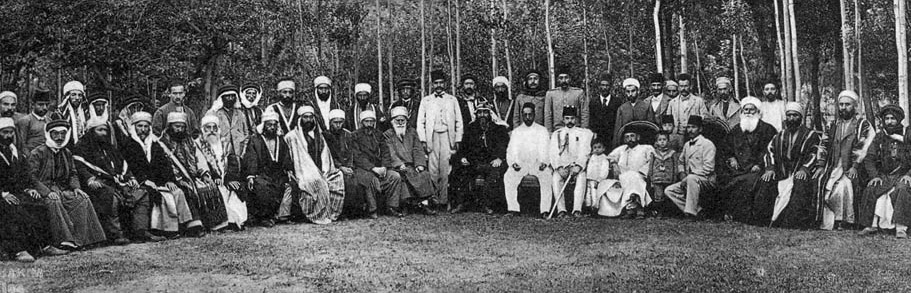
لقاء الدروز والقادة العثمانيين في دمشق حول سيطرة على جبل الدروز.

جلب الفتح الإسلامي لسوريا في منتصف القرن السابع الميلادي إلى المنطقة فصيلين سياسيين أطلقا عليهما اسم القيسيين واليمنيين. مثّل القيسيون البدو الذين اعتبرهم اليمنيون أقل شأنًا من المهاجرين العرب والذين كانوا في وقت أسبق وأكثر ثقافة إلى سوريا من جنوب الجزيرة العربية. تجمع الدروز والمسيحيون في أحزاب سياسية وليست دينية؛ لذلك، طغت خطوط الفروع في لبنان على الخطوط العرقية والدينية ، وقام الناس بتجميع أنفسهم، بغض النظر عن انتماءاتهم الدينية، في واحد من هذين الفرعين. تقليديًا، كان يوجد فرعان اجتماعيان وسياسيان من الدروز الذين يقيمون في منطقة جبل الشوف: كان يتزعم اليمنيين عائلات هرموش وعلم الدين والقيسيين عائلات جنبلاط وأرسلان. واستمر هذا الصراع اليمني-القيسي 1100 عام في تونس وصقلية والأندلس، حيث بلغ ذروته في معركة عين دارة. في عام 1711، شن القيسيون هجومًا مفاجئًا على اليمنيين الذي كانوا بانتظار تعزيزات من والي دمشق ووالي عكا. واستطاعوا القضاء على قوة اليمنيين في لبنان وإجبارهم على الاستقرار في جبل الدروز بمنطقة حوران بسوريا، وبالتالي وضعوا الأساس لسلطة الدروز هناك.
حتى ذلك الوقت، كانت لبنان منطقة إقطاعية تحكمها عائلات فرضت سيطرتها على القبائل وحافظت على توازن القوى. وبعد هزيمة اليمنيين ونفيهم إلى جبل الدروز، أصبحوا أكثر اعتمادًا على الدولة العثمانية للحصول على الدعم. وبالعكس، أصبح القيسيون معتمدين بشدة على تحالفهم الإستراتيجي مع المسيحيين الموارنة من أجل القتال لصالح قضية القيسيين. وفي النهاية، فقد الدروز اليمنيون نفوذهم في المنطقة مع ثورة تركيا الفتاة والحرب العالمية الأولى؛ مما مهد الطريق أمام ابتكار مفهوم دولة لبنان الكبير وتأثير القيسيين الكامل على مجتمع الدروز اللبناني.

### الحرب الأهلية 1860

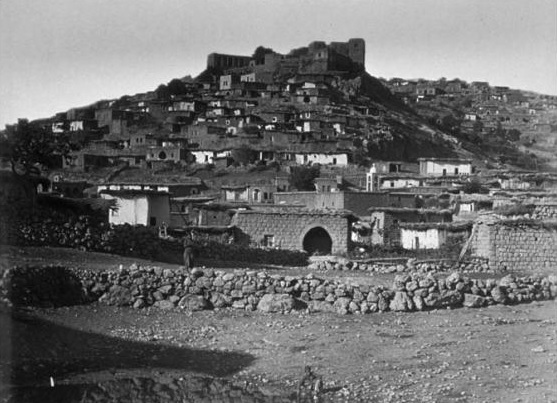
قلعة راشيا، صورة تعود إلى أواخر القرن التاسع عشر.

دخل الدروز وجيرانهم الموارنة المسيحيون، الذين عاشوا حتى الآن كمجتمعات دينية بشروط ودية، فترة من الاضطرابات الاجتماعية في عام 1840، والتي بلغت ذروتها في الحرب الأهلية عام 1860. وبدأ الصراع بعد سلسلة من الاضطرابات توجت بثورة الفلاحين الموارنة على الإقطاعيين وملاك الأراضي من الدروز. وسرعان ما امتد إلى جنوب البلاد حيث تغير طابع النزاع، فبادر الدروز بالهجوم على الموارنة. بلغ عدد القتلى من المسيحيين نحو 20,000 كما دمرت أكثر من 380 قرية مسيحية و560 كنيسة. وبالمثل تكبد الدروز والمسلمون خسائر كبيرة كذلك. امتدت الأحداث إلى دمشق وزحلة وجبل عامل وغيرها من المناطق. جاءت هذه الفتنة مرحلة ثالثة بعد اشتباكات طائفية أقل حدة حصلت عامي 1840 و1845 بين الموارنة والدروز أيضًا.
بعد تحول سلالة شهاب إلى من الإسلام إلى المسيحية، تعرض المجتمع الدرزي والقادة الإقطاعيين لهجوم من النظام بالتعاون مع الكنيسة المارونية، وفقد الدروز معظم سلطاتهم السياسية والإقطاعية. وشكل الدروز تحالفًا مع بريطانيا وسمحوا للمبشرين البروتستانت بدخول جبل لبنان، مما تسبب في توتر بينهم وبين الموارنة الكاثوليك.
كان الصراع الدرزي الماروني بين عام 1840 وعام 1860 ثمرة لحركة الاستقلال المسيحي الماروني، الموجهة ضد الدروز والإقطاعيين الدروز والأتراك العثمانيين. وبالتالي، لم تكن الحرب الأهلية حربًا دينية، إلا في دمشق، حيث انتشرت بين السكان غير الدروز مشاعر معادية للمسيحية على نطاق واسع. توجت الحركة بمذبحة بين عام 1859 وعام 1860
ضد المسيحيين وهزيمة المسيحيين على يد الدروز. قتل في الحرب الأهلية في عام 1860 نحو عشرة آلاف مسيحي في دمشق وزحلة ودير القمر وحاصبيا وغيرها من مدن لبنان.
بعد ذلك، صممت القوى الأوروبية على التدخل، وأذنت بالهبوط في بيروت لجثة من القوات الفرنسية تحت قيادة الجنرال شارلز دي بوفورت، الذي لا يزال من الممكن رؤية كتابته على الصخرة التاريخية عند مصب نهر الكلب. لم يساعد التدخل الفرنسي نيابة عن الموارنة الحركة القومية المارونية، حيث كانت فرنسا مقيدة في عام 1860 من قبل بريطانيا، التي لم تكن تريد القضاء على الدولة العثمانية. لكن التدخل الأوروبي ضغط على الأتراك لمعالجة قضايا الموارنة بطريقة أكثر عدلًا. وفقًا لتوصيات السلطات، منح الباب العالي العثماني لبنان استقلالًا محليًا، مكفولًا بموجب الصلاحيات، وفي ظل حاكم مسيحي. احتُفظ بهذا الحكم الذاتي حتى الحرب العالمية الأولى. وقد أفضت المجازر إلى ميلاد متصرفية جبل لبنان، وتشكل النظام الحاكم والاجتماعي في متصرفية جبل لبنان من الثنائية المارونية - الدرزية، وسمح الاستقرار الأمني والتعايش الدرزي-الماروني في المتصرفية بتطور الاقتصاد ونظام الحكم.

### التمرد في حوران
كان تمرد حوران انتفاضة درزية عنيفة ضد السلطة العثمانية في سوريا العثمانية، والتي اندلعت في مايو عام 1909. وكان التمرد بقيادة عائلة الأطرش، نشأت من نزاعات محليَّة وبسبب عدم استعداد الدروز لدفع الضرائب والتجنيد في الجيش العثماني. انتهى التمرد بالقمع الوحشي للدروز من قبل الجنرال سامي باشا الفاروقي، إلى جانب التهجير الكبير لمنطقة حوران وإعدام زعماء الدروز في عام 1910. وفي نتيجة التمرد، قُتل 2,000 درزي، وجُرح عدد مماثل، وسُجن مئات المقاتلين الدروز. كما قام الفاروقي بنزع سلاح السكان واستخراج ضرائب كبيرة للمنطقة.

## التاريخ الحديث

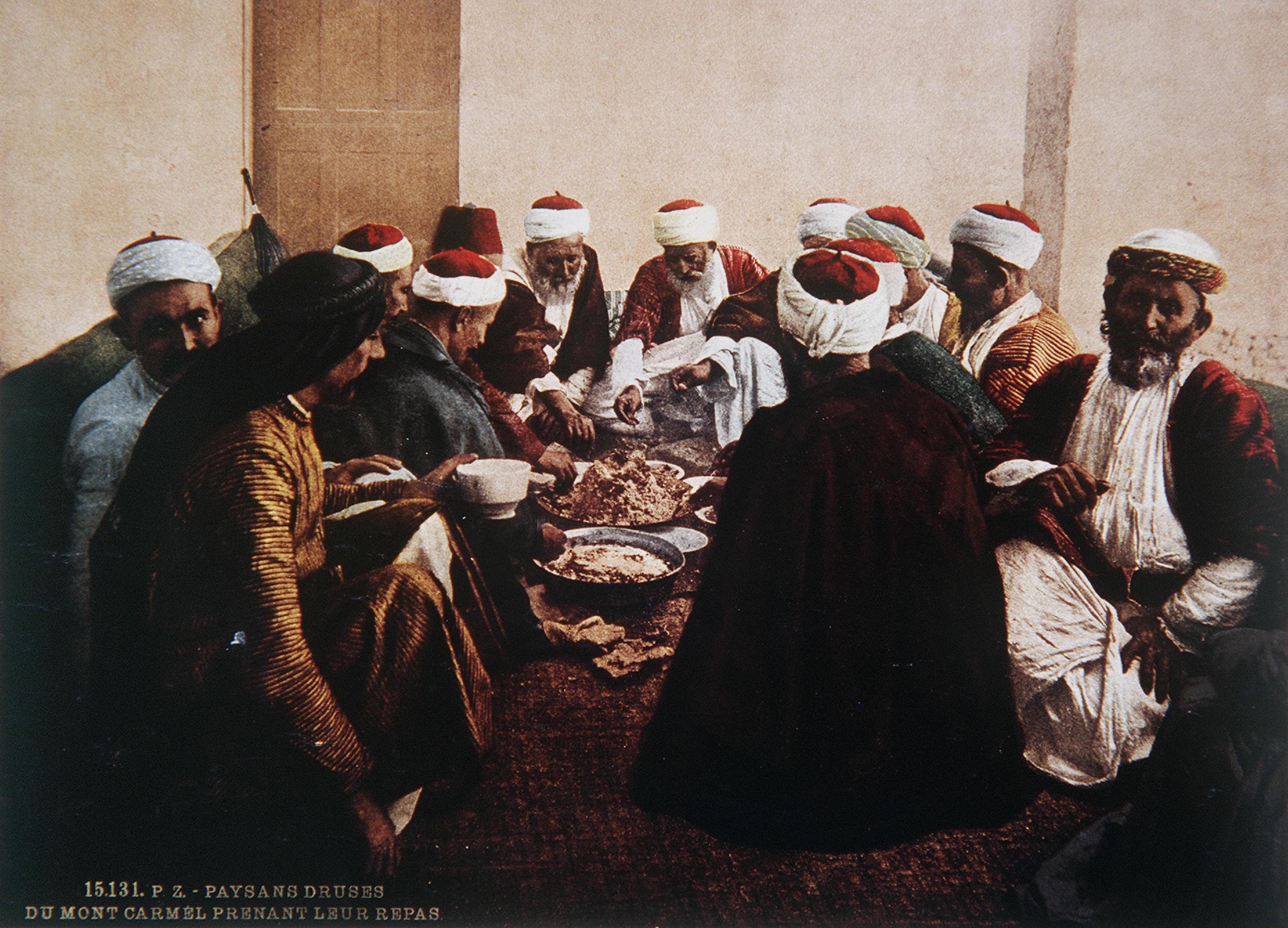
دروز من دالية الكرمل متجمهرون حول وجبة من الأطعمة التقليدية. التقط مصور فرنسي الصورة الملونة في أواخر القرن التاسع عشر.

يتمتع الدروز في لبنان وسوريا وإسرائيل والأردن، باعتراف رسمي كمجتمع ديني منفصل مع نظام محاكم دينية خاص بهم. يُعرف الدروز بولاءهم للبلدان التي يقيمون فيها، وعلى الرغم من أن لديهم شعورًا قويًا بالوحدة مع المجتمع الدرزي، حيث يعرّفون أنفسهم على أنهم مرتبطون حتى عبر حدود البلدان. تُعتبَر الطائفة الدرزية في سوريا ولبنان مذهبًا إسلاميًا بالرغم من وجود الأحكام المذهبية الخاصة بها، والتي يُعامل أبناء هذه الطائفة وفقها معاملةً تختلف عن معاملة باقي الطوائف الإسلامية في سوريا. يجادل عدد من الباحثين إلى أن أعتبار المذهب الدرزي مذهبًا إسلاميًا في كل من سوريا ولبنان يأتي لإعتبارات سياسية وديموغرافية منها في سبيل ضم تلك الأقليَّة تحت جناح العروبة والحفاظ على التوازن الديموغرافي الطائفي في لبنان. في عام 1957، اعترفت الحكومة الإسرائيلية رسميًا بالدروز كمجتمع ديني منفصل بناءًا على طلب المشايخ الدروز في إسرائيل، وككيان ديني مستقل ومنفرد له محاكمه الروحية الخاصة في شؤون الأحوال الشخصية من زواج وطلاق وحضانة وتبنٍ.
على الرغم من أن معظم الدروز لم يعودوا يعتبرون أنفسهم مسلمين، إلا أن الأزهر في مصر اعترف بهم في عام 1959 كواحد من الطوائف الإسلامية في فتوى شلتوت لأسباب سياسية، حيث رأى جمال عبد الناصر أنها أداة لنشر جاذبيته ونفوذه في جميع أنحاء العالم العربي.
على الرغم من ممارستهم للاندماج مع الجماعات المهيمنة لتجنب الاضطهاد، ولأن الديانة الدرزية لا تؤيد المشاعر الانفصالية، ولكنها تحث على الاندماج مع المجتمعات التي يقيمون فيها، فإن الدروز لديهم تاريخ من المقاومة للقوى المحتلة، ويتمتعون في بعض الأحيان بمزيد من الحرية بالمقارنة مع معظم المجموعات الأخرى التي تعيش في بلاد الشام.

### في سوريا

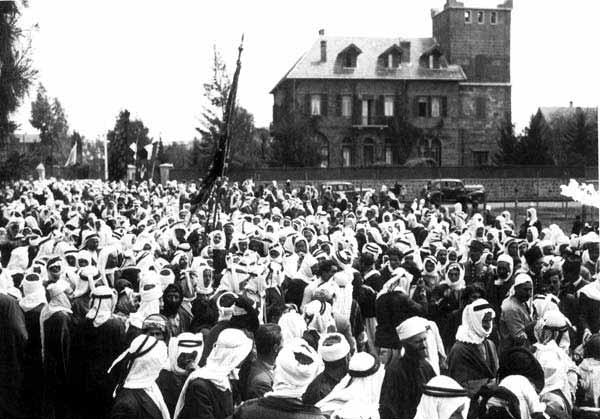
سلطان باشا الأطرش يقود المحاربين الدروز ضد القوات الفرنسية عام 1925.

في سوريا، يعيش معظم الدروز في جبل الدروز، وهي منطقة جبلية وعرة تقع في جنوب غرب البلاد، والتي يسكنها أكثر من 90% من الدروز السوريين؛ ويتوزعون هناك على نحو 120 قرية. وتعيش مجتمعات درزيَّة بارزة أخرى في جبال حارم، وضاحية جرمانا بدمشق، وعلى المنحدرات الجنوبية الشرقية لجبل الشيخ. عاشت جماعة درزية سورية كبيرة تاريخيًا في مرتفعات الجولان، ولكن بعد الحروب مع إسرائيل في عام 1967 وعام 1973، فرَّ الكثير من هؤلاء الدروز إلى أجزاء أخرى من سوريا؛ ومعظم الذين بقوا يعيشون في حفنة من القرى في المنطقة المتنازع عليها، بينما يعيش عدد قليل منهم في محافظة القنيطرة التي لا تزال تحت السيطرة السورية الفعالة. وقد رفضت الأغلبية الساحقة من دروز الجولان قبول الجنسية الإسرائيلية الكاملة، واختاروا الاحتفاظ بجنسيتهم السورية والهوية السورية. وفقًا لمعهد واشنطن لسياسة الشرق الأدنى اعتبارًا من عام 2010، وهو العام الأخير الذي تتوفر فيه أرقام إحصائية موثوقة، وصلت أعداد الدروز في سوريا إلى نحو 700,000 نسمة. وكان معظمهم يعيش في محافظة السويداء، والتي بلغ عدد سكانها نحو 375,000 نسمة، شكل الموحدون الدروز نحو 90% من السكان، وشكل المسيحيون نحو 7% من السكان، ونحو 3% من العرب السنّة. وأقام نحو 250,000 من الدروز في دمشق وضواحيها (جرمانا وصحنايا وجديدة عرطوز)، إلى جانب 30,000 من الدروز يعيشون على الجانب الشرقي من جبل الشيخ ونحو 25,000 درزي يعيشون في أربع عشرة قرية في جبل السماق شمال شرق إدلب.
لعب الدروز دائمًا دورًا أكثر أهمية في السياسة السورية بالمقارنة مع عددهم الصغير نسبيًا. مع مجتمع لا يزيد عن 100,000 نسمة في عام 1949، أو ما يقرب من 3% من سكان سوريا، شكل دروز الجبال الجنوبية الغربية في سوريا قوة فاعلة في السياسة السورية ولعبوا دورًا قياديًا في الكفاح القومي ضد الفرنسيين. تحت القيادة العسكرية للسلطان باشا الأطرش، قدم الدروز الكثير من الوجوه العسكرية التي قادت الثورة السورية الكبرى بين عام 1925 وعام 1927. وفي عام 1945، قاد سلطان الأطرش، القائد السياسي الأعلى لجبل الدروز، الوحدات العسكرية الدرزية في تمرد ناجح ضد الفرنسيين، مما جعل جبل الدروز المنطقة الأولى والوحيدة في سوريا التي قامت بتحرير نفسها من الحكم الفرنسي دون مساعدة بريطانية. عند الاستقلال، توقع الدروز، الذين اكتسبوا ثقتهم بنجاحهم، أن تكافئهم دمشق على تضحياتهم الكثيرة في ساحة المعركة وطالبوا بالحفاظ على إدارتهم المستقلة والعديد من المزايا السياسية التي منحها لهم الفرنسيون وطلبوا مساعدة اقتصادية سخية من الحكومة المستقلة حديثًا.

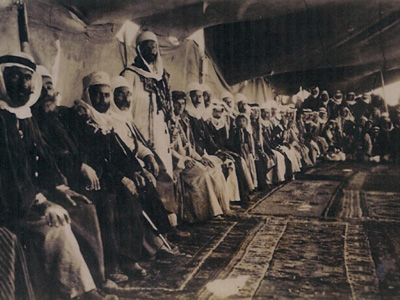
مشايخ دروز من جبل الدروز في سوريا، عام 1926.

عندما ذكرت إحدى الصحف المحلية في عام 1945 أن الرئيس شكري القوتلي (1943-1949) قد وصف الدروز بأنهم «أقلية خطيرة»، غضب السلطان باشا الأطرش وطالب بالتراجع العام وأعلن أنه إذا لم يكن ذلك وشيكًا، فإن الدروز سيصبحون بالفعل «خطرين»، وستحتل قوة من 4,000 مقاتل درزي «مدينة دمشق». لم يستطع شكري القوتلي أن يستبعد تهديد السلطان باشا. حيث كان ميزان القوى العسكري في سوريا مائلًا لصالح الدروز، على الأقل حتى بناء الجيش خلال حرب 1948 في فلسطين. وحذّر أحد مستشاري وزارة الدفاع السورية في عام 1946 من أنّ الجيش السوري «عديم الفائدة»، وأن الدروز يمكنهم «الإستيلاء على دمشق والقبض على القادة الحاليين».
خلال السنوات الأربع لحكم أديب الشيشكلي في سوريا من ديسمبر عام 1949 إلى فبراير عام 1954، تعرض المجتمع الدرزي لهجوم شديد من الحكومة السورية. اعتقد الشيشكلي أنه من بين خصومه العديدين في سوريا، كان الدروز هم الأكثر خطورة، وكان مصممًا على سحقهم. لقد أعلن مرارًا وتكرارًا: «أعدائي مثل الثعبان: الرأس هو جبل الدروز والمعدة هي حمص والذيل هي حلب. إذا سحقت الرأس، فسيموت الثعبان». أرسل أديب الشيشكلي 10 آلاف جندي نظامي لاحتلال جبل الدروز. وقصف عدة مدن بالأسلحة الثقيلة، مما أسفر عن مقتل العشرات من المدنيين وتدمير العديد من المنازل. ووفقًا لحسابات الدروز، شجع الشيشكلي القبائل البدوية المجاورة على نهب السكان العزل وسمح لقواته بالفرار. وشنَّ أديب الشيشكلي حملة وحشية لتشويه سمعة الدروز بسبب دينهم وسياستهم. واتهم المجتمع بأسره بالخيانة، وفي بعض الأحيان زعم أنهم عملاء للبريطانيين والهاشميين، وأن آخرين كانوا يقاتلون من أجل إسرائيل ضد العرب. حتى أنه أنتج مخبأ للأسلحة الإسرائيلية التي يُزعم أنها اكتشفت في جبل الدروز. وكان الأمر الأكثر إيلامًا بالنسبة للمجتمع الدرزي هو نشره «للنصوص الدرزية الدينية المزيفة» وشهادات كاذبة تُنسب إلى كبار شيوخ الدروز بهدف إثارة الكراهية الطائفية. وبُثت هذه الدعاية في العالم العربي، وخاصةً في مصر. اغتيل أديب الشيشكلي في البرازيل في 27 سبتمبر عام 1964 على يد درزي سعيًا للانتقام من قصف الشيشكلي لجبل الدروز.
بعد الحملة العسكرية لأديب الشيشكلي، فقد المجتمع الدرزي الكثير من نفوذه السياسي، لكن العديد من الضباط العسكريين الدروز لعبوا أدوارًا مهمة في حكومة حزب البعث العربي الاشتراكي التي تحكم سوريا حاليًا. وفي عام 1967، أصبحت جماعة من الدروز في هضبة الجولان تعيش تحت السيطرة الإسرائيلية، وقام الدروز السوريون في الجولان
بإحراق الهويات الإسرائيلية ورفع شعار لا بديل عن الهوية السورية، وقاموا بانتفاضات واستمروا تحت الحصار لمدة ستة أشهر وقد اعتقلت الحكومة الإسرائيلية كثيرًا من الشبان ومنهم من ظل بالسجون الإسرائيلية أكثر من عشرين سنة.
ذكرت وسائل الإعلام عن حادثة مجزرة قلب لوزة وهي مجزرة أستهدفت الدروز السوريين في 10 يونيو من عام 2015 في قرية قلب لوزة في محافظة إدلب شمال غرب سوريا. وكانت القرية واقعة تحت سيطرة ائتلاف للمتمردين الإسلاميين، عندما حاول قائد تونسي لمجموعة في الائتلاف، وهي جبهة النصرة، مصادرة منزل أحد سكان القرية الذين اتهموا بالعمل لصالح الحكومة السورية. احتج القرويون وكان لما حدث قصتان مختلفان. طبقًا للنشطاء المناهضين للحكومة، فتح مقاتلو جبهة النصرة النار على القرويين المحتجين، بعد أن اتهمهم القائد التونسي بالتجديف. وفي 25 يوليو من عام 2018، دخلت مجموعة من المهاجمين المرتبطين بتنظيم الدولة الإسلامية (داعش) مدينة السويداء ذات الأغلبية الدرزية وبدأت سلسلة من المعارك النارية والتفجيرات الانتحارية في شوارعها، مما أسفر عن مقتل 258 شخصًا على الأقل، غالبيتهم العظمى من المدنيين.

### في لبنان

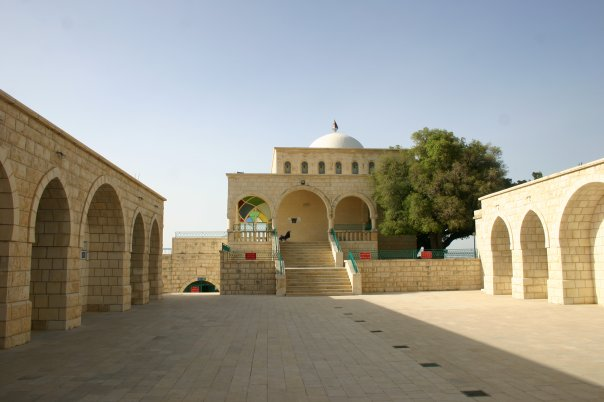
مقام النبي أيوب في قضاء الشوف.

لعبت الطائفة الدرزية في لبنان دورًا مهمًا في تشكيل دولة لبنان الحديثة، وعلى الرغم من أنها أقلية إلا أنها تلعب دورًا مهمًا في المشهد السياسي اللبناني. قبل وأثناء الحرب الأهلية اللبنانية (1975-1990)، كان الدروز يؤيدون الوحدة العربية والمقاومة الفلسطينية التي تمثلها منظمة التحرير الفلسطينية. أيد معظم المجتمع الدرزي الحزب التقدمي الاشتراكي الذي شكله زعيمهم كمال جنبلاط وقاتلوا إلى جانب أحزاب يسارية وفلسطينية أخرى ضد الجبهة اللبنانية التي كانت تتكون أساسًا من المسيحيين. بعد اغتيال كمال جنبلاط في 16 مارس في عام 1977، تولى ابنه وليد جنبلاط قيادة الحزب ولعب دورًا هامًا في الحفاظ على إرث والده بعد فوزه في حرب الجبل واستمرار وجود المجتمع الدرزي خلال أعمال العنف الطائفية التي استمرت حتى 1990.
في آب عام 2001، قام بطريرك الموارنة نصر الله بطرس صفير بجولة في منطقة الشوف ذات الأغلبية الدرزية في جبل لبنان وقام بزيارة قرية مُختارة، معقل أجداد زعيم الدروز وليد جنبلاط. وكان الإستقبال الذي تلقاه البطريرك صفير لا يعني فقط مصالحة تاريخية بين الموارنة والدروز، الذين خاضوا حربًا دموية في عام 1983 وعام 1984، لكنه أكد على حقيقة أن لواء السيادة اللبنانية كان له جاذبية واسعة متعددة الطوائف بالنسبة لثورة الأرز في عام 2005. انحرف موقف وليد جنبلاط بعد عام 2005 بشكل حاد عن تقليد عائلته. واتهم دمشق بالوقوف وراء اغتيال والده كمال جنبلاط عام 1977، معربًا لأول مرة عما يعرفه الكثيرون أنه يشتبه في أنه من القطاع الخاص. تصف بي بي سي جنبلاط بأنه «زعيم العشيرة الدرزية الأكثر نفوذًا في لبنان ووريث سلالة سياسية يسارية». ثاني أكبر حزب سياسي يدعمه الدروز في لبنان هو الحزب الديمقراطي اللبناني بقيادة الأمير طلال أرسلان، نجل بطل الاستقلال اللبناني الأمير مجيد أرسلان.

### في إسرائيل

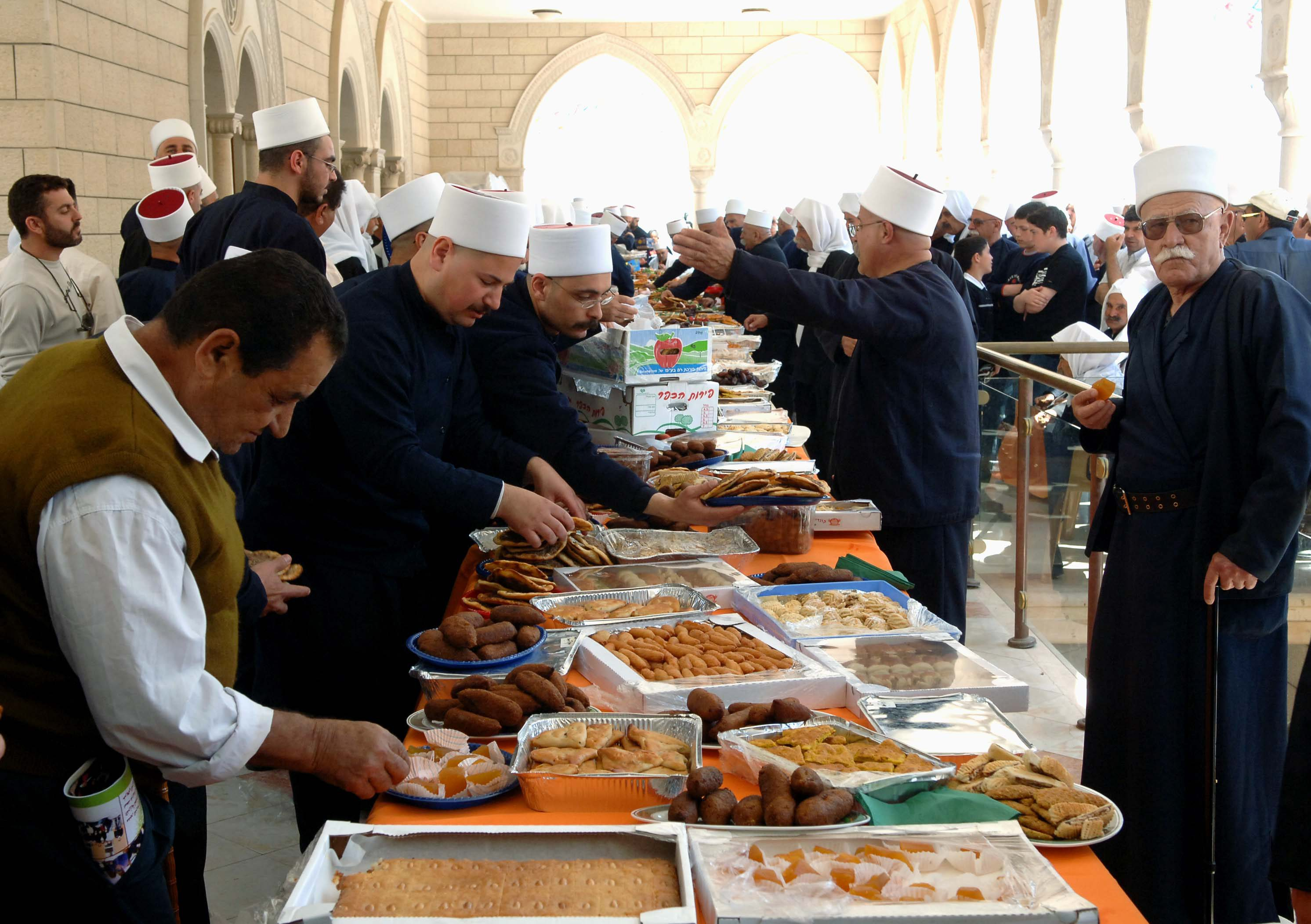
دروز خلال زيارة مقام النبي شعيب في حطين.

يشكل الدروز أقلية دينية في إسرائيل تصل أعدادهم إلى أكثر من 100,000 نسمة، ويشكّل الدروز نحو 8% من مجمل السكان العرب في إسرائيل، ويقيم معظمهم في شمال البلاد. وفي عام 2010، ارتفع عدد المواطنين الدروز في إسرائيل إلى أكثر من 125,000 نسمة. وفي نهاية عام 2014، كان فيها 140,000 درزي. في عام 2018 عاش 81% من الدروز في المنطقة الشماليّة ونحو 19% في منطقة حيفا، ويسكن أبناء الطائفة الدرزية في "19" بلدة وقرية تقع جميعها على رؤوس الجبال في شمال فلسطين التاريخية. منها أبو سنان، والبقيعة، والرامة الجليليَّة، والمغار، وبيت جن، وحُرفيش، وجولس، ودالية الكرمل، وساجور، وشفا عمرو، وعسفيا، وعين الأسد، وكسرى-كفرسميع، وكفرياسيف، ويانوح-جت، ويركا وغيرها. أما في الجولان الواقع تحت السيطرة الإسرائيلية، يتوزع الدروز فيه بين بقعاثا، وعين قنية، ومجدل شمس ومسعدة. وينتمي اليوم عشرات الآلاف من الدروز الإسرائيليين إلى حركات «درزية صهيونية». وفقًا لدراسة مركز بيو للأبحاث عام 2017 قال 71% من الدروز في إسرائيل أنهم عرب من الناحية العرقية، بالمقارنة مع 99% من المسلمين ونحو 96% من المسيحيين قالوا أنهم عربًا من الناحية الإثنية. في حين توزعت النسبة المتبقية بين «آخر» أو «درزي» أو «درزي عربي». وبحسب دراسة فإن أقلية من الدروز يعدون أنفسهم «فلسطينيين»، ويميلون أكثر إلى التشديد على الهوية الدرزية أو الإسرائيلية. لا يعتبر الدروز الإسرائيليين مذهب التوحيد كمذهب إسلامي، ويرون أن مذهب التوحيد الدرزي ديانة مستقلة عن الإسلام، وأنها قائمة بحد ذاتها.
شجعّت الحكومة الإسرائيلية على هوية منفصلة وهي الهوية «الدرزية الإسرائيلية». وقد اعترفت بها رسميًا الحكومة الإسرائيلية حيث فصلت الطائفة الدرزية عن المجتمع الإسلامي والديانة الإسلامية وجعلها ديانة مستقلة في القانون الإسرائيلي في وقت مبكر من عام 1957. يُعَرَّف الدروز كجماعة عرقية ودينية متميزة في إسرائيل حسب وزارة الداخلية في تسجيل التعداد. حسب النظام التعليم الإسرائيلي المدارس الدرزية مستقلة ومختلفة في مناهجها عن المناهج في المدارس العبرية والعربية. والدروز هم من العرب المواطنين في إسرائيل ويخدم الذكور الدروز إجباريًا في الجيش الإسرائيلي، كما يفعل معظم المواطنين اليهود في إسرائيل. وتبوأ أعضاء المجتمع الدرزي مناصب عليا في السياسة الإسرائيلية والخدمة العامة. يتعدى عدد أعضاء البرلمان الدرزيون عادةً نسبتهم بالمقارنة مع عدد السكان الإسرائيليين، وهم مندمجون في العديد من الأحزاب السياسية. وعلى الرغم من الخدمة الإجبارية للدروز الذكور في الجيش الإسرائيلي؛ يعاني المجتمع الدرزي من التمييز والتهميش. منذ عقد 2000 شهد المجتمع الدرزي تحسنًا كبيرًا في مستوى التعليم والاقتصاد، ويتمتع الموحدون الدروز في إسرائيل بثاني أعلى الإنجازات في القطاع العربي على جميع المؤشرات بعد المسيحيون العرب: من حيث نسبة الحاصلين على شهادة الثانوية العامة (البجروت)، ونسب خريجي الجامعات، ومجالات العمل.
شهد المجتمع الدرزي في الآونة الأخيرة حالة من الانقسام بشأن الخدمة العسكرية في الجيش الإسرائيلي، فبينما يشكو البعض من أنهم لا يتلقون الدعم الذي يستحقونه بعد الخدمة، تفيد معطيات متنوعة إلى انخفاض نسبة تجنيد الشباب الدروز في أراضي 48 بجيش إسرائيل، وبتراجع كبير في ثقتهم بها وفي مؤسساتها، في حين يفيد ناشطون دروز بأن العنصرية الإسرائيلية أسهمت في ذلك. في السنوات الأخيرة، يشهد الدروز تحركًا ملحوظًا لرفض التجنيد الإجباري المفروض على الشبان الدروز.

### الأردن
يشكل الدروز أقلية دينية في الأردن من نحو 32,000 نسمة، ويقيم معظمهم في الجزء الشمالي الغربي من البلاد. في الأردن، لم يُعترف بالدروز طائفة دينية ولا عشيرة أردنية بالرغم من النظام العشائري السائد في الأردن، ولم يعط الدروز في الأردن حقوق الأقليات كما لدى الشيشان والشركس والأكراد والأرمن وباقي الأقليات الموجودة في الأردن بالرغم من مشاركة الدروز في تكوين الدولة الأردنية في جميع المجالات. وبالنسبة لانتشارهم في الأردن فهو في عدة مدن من أهمها وأكبرها مدينة أم القطين ومدينة الأزرق.

### المهجر

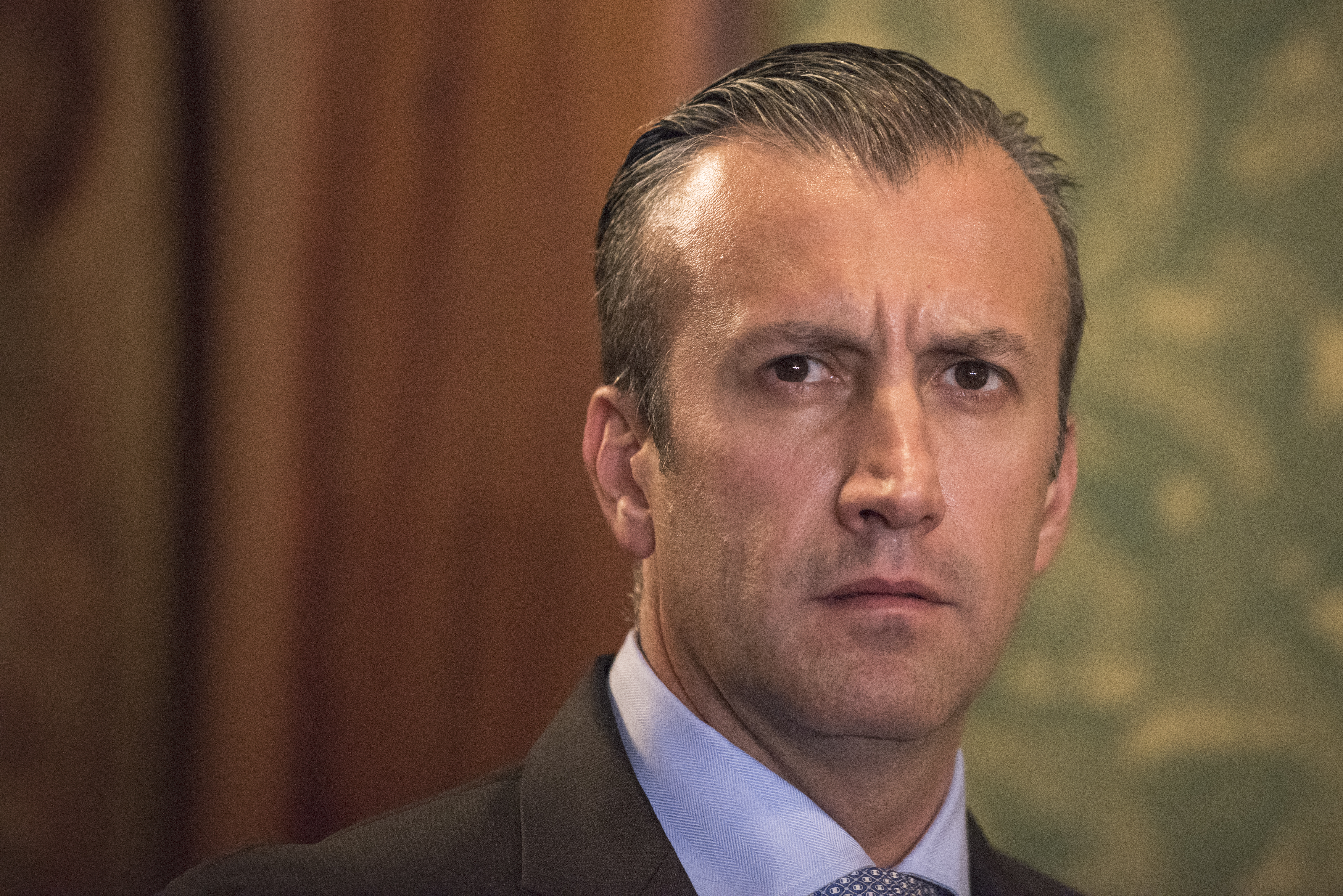
نائب الرئيس الفنزويلي طارق العيسمي وهو من أصول درزية سورية.

كانت الهجرة من بلاد الشام إلى الأمريكتين بطبيعتها اقتصادية، حيث تزايد تدفق المهاجرين من الأقليات المسيحية والدرزية المشرقية خلال الجزء الأخير من القرن التاسع عشر والنصف الأول من القرن العشرين، ووصلت أعدادا كبيرة من المهاجرين الدروز إلى الأمريكيتين، من جبل لبنان أولًا، وعندما استقرّت هذه الموجة، لحقتها موجات أخرى خاصةً من جبل الدروز، وكذلك قسم من فلسطين التاريخية. تُعد الجالية الدرزية في فنزويلا أكبر جالية درزية في المهجر، ويُقدَّر اليوم عدد المواطنين الدروز في فنزويلا بين 60 ألف إلى نحو 200 ألف، وحقّق العديد من الموحدون الدروز نجاحًا في فنزويلا، وبرز منهم عدد من الوزراء، منهم طارق العيسمي الذي يشغل نائب الرئيس الفنزويلي، والذي قام جده بالهجرة من السويداء إلى فنزويلا. تعود بداية هجرة الدروز إلى فنزويلا خلال الجزء الأخير من القرن التاسع عشر والنصف الأول من القرن العشرين، وأدت سياسة الرئيس السوري أديب الشيشكلي بين عام 1949 وعام 1954 المناهضة للدروز والبرجوازية إلى تصاعد في هجرة الدروز إلى فنزويلا، حيث شكل الدروز ثلث إجمالي المهاجرين من سوريا في هذا الوقت. وكان المهاجرون الأوائل يميلون إلى الاختلاط جيدًا بالسكان المحليين، حيث إعتنقت أعداد من الموحدون الدروز المسيحية دينًا خصوصًا على مذهب الكنيسة الرومانية الكاثوليكية. في حين حافظ معظمهم على هويتهم القوية من خلال الهوية العربية والقيم الدرزية.
تشير التقاليد إلى أنَّ أول مواطن درزي وصل إلى كندا عام 1890 وجاء من حاصبيا. وفي الولايات المتحدة أُلِّفت الجمعية الدرزية الأمريكية، التي تضم جميع المواطنين في الخمسين ولاية. وصل إلى البرازيل أوائل الشباب الدروز من جبل لبنان عام 1885 إلى مدينة ريو دي جانيرو، وسرعان ما تعلّموا اللغة البرتغالية، واندمجوا مع السكان، وأقاموا مع الوقت البيت الدرزي البرازيلي في مدينة ساو باولو.
بدأت الهجرة الدرزيَّة إلى الأرجنتين في أوائل القرن التاسع عشر، حينما قدم أفراد من دروز بلاد الشام إلى مدينة بوينس آيرس، وفي العشرينات من القرن العشرين هاجر أمين مجيد أرسلان من لبنان إلى الأرجنتين، فعمل على تنظيم الجالية، وإقامة جمعية وتأسيس بيت لها، وأصبحت الجالية الدرزية في الأرجنتين، من أكثر الجاليات الدرزية تنظيمًا، وقام أفراد الجالية عام 1925 بالتبرع للثورة السورية الكبرى. ووصلت إلى المكسيك أعداد من الدروز قادمين من سوريا العثمانية واستقرّت هناك وكوّنت جمعيات مثل الرابطة الدرزية، ومنظمة الشباب الدروز، وجمعية التعاون الدرزي، منظمة الجبل الدرزية وغيرها. ولا يزال قسم منها قائمًا ونشيطًا يعمل حتى اليوم. ووصلت أعداد من الدروز إلى الإكوادور واستقرّت هناك، واستطاعت أن تدخل في الحياة السياسية، وبرزت بينهم في السنوات الأخيرة، إيفون عبد الباقي.
بدأت الهجرة الدرزية إلى أستراليا في أواخر القرن التاسع عشر، وكان أول مهاجر درزي وصل إلى أستراليا، هو يوسف النجار من قرية بيت مري في لبنان، حيث هاجر عام 1875 وسكن مدينة أديلايد. وتوجد في عدد من المدن الأسترالية جاليات درزية أقامت كل واحدة منها ما سمي «البيت الدرزي» وهو المكان الذي يجمع أفراد الجالية في المناسبات. وقد حصلت هجرات درزية منفردة إلى الدول الأوروبية، بدأت من منتصف القرن التاسع عشر، أما الهجرة إلى أفريقيا فقد بدأت في وقت متأخر، وذلك بعد الحرب العالمية الأولى، حيث وصل عدد من سكان لبنان وسوريا ومن ضمنهم الدروز إلى بعض الدول الأفريقية وبدأوا يعملون هناك بالتجارة والخدمات والأشغال اليدوية البسيطة.

## العقيدة
مذهب التوحيد أو الدرزية هو مذهب توحيدي يستند إلى تعاليم أفلاطون، وأرسطو، وسقراط، وأخناتون، وحمزة بن علي بن أحمد الزوزني والحاكم بأمر الله. تعتبر رسائل الحكمة من مصادر العقيدة الدرزية جنبًا إلى جنب مع نصوص تكميلية مثل رسائل الهند. تتضمن عقيدة الدروز عناصر غنوصية، وأفلاطونية محدثة، وفيثاغورية، وإسماعيلية، ويهودية، ومسيحية، وهندوسية، فضلًا عن فلسفات ومعتقدات أخرى، مما أدّى إلى ابتكار لاهوت عُرف بالسرية والتفسير الباطني للكتب الدينية وتسليط الضوء على دور العقل والصدق. يؤمن الدروز بالظهور الإلهي، والتناسخ أو التقمص الذي يتلخص مفهومه في رجوع الروح إلى الحياة بجسد آخر، وهي فكرة فلسفية ودينية مرتبطة بالجسد والروح والذات حسب المعتقدات الدرزية. يؤمن الموحدون الدروز بظهور سبعة أنبياء في فترات مختلفة من التاريخ وهم: آدم، ونوح، وإبراهيم، وموسى، ويسوع، ومحمد، ومحمد بن إسماعيل.
يعلن الدروز الإيمان بالشهادتين، أن لا إله إلا الله وأن مُحمّدًا رسول الله، وبالقرآن والقضاء والقدر واليوم الآخر، وقد جادل العديد من العلماء المعارضين بأن الدروز يتلون الشهادتان كشكل من أشكال التقية؛ وتقليد احترازي أو إنكار للمعتقدات والممارسات الدينية أو إخفاء معتقد ما خشية الضرر المادي أو المعنوي في مواجهة الاضطهاد. ويقول العلماء والباحثين إن الدروز يتلون الشهادة حفاظًا على دينهم وسلامتهم، وتجنبًا لاضطهاد المسلمين لهم.

### الله
في المعتقد الدرزي الله هو واحدًا من وحدة صارمة لا هوادة فيها. وتنص عقيدة الدروز الرئيسية على أن الله متسامح وغير جوهري، حيث إنه فوق كل الصفات، لكنه في الوقت نفسه، موجود. وفي رغبتهم في الحفاظ على اعتراف جامد بالوحدة الإلهية، جردوا من الله كل الصفات (المتنزه). في الله، لا توجد سمات مميزة عن جوهره. إنه حكيم، وعظيم، وعادل، ليس من خلال الحكمة والقوة والعدالة، ولكن من خلال جوهره الخاص. الله هو «كل الوجود»، وليس «فوق الوجود» أو على عرشه، مما يجعله «محدودًا». لا يوجد «كيف»، أو «متى»، ولا «أين» عنه؛ لأنه غير مفهوم.
تتشابه هذه العقيدة مع بعض المفاهيم التي ازدهرت تحت حكم المأمون والتي عرفت باسم المعتزلة وجماعة إخوان الصفا. لكن على عكس المعتزلة، وعلى غرار بعض فروع الصوفية، يؤمن الدروز بمفهوم التجلي أو الظهور الإلهي. وغالبًا ما أساء العلماء والكتاب فهم «التجلي» مع مفهوم التجسد.

### الكتب المقدسة
تشمل النصوص الدرزية المقدسة كتاب الحكمة أو رسائل الحكمة. وتعتمد الشريعة الدرزية على العديد من الكتب المقدسة منها العهد القديم والقرآن واعمال فلسفية مثل كتابات أفلاطون وبخاصة ما تأثر بأرسطو والعديد من الديانات والفلسفات. يعتقد الدروز انه من الضروري الاتطلاع على هذه الكتب، لكن يعتمد العقال الدروز، أي من وصل إلى درجة عليا من المعرفة، على كتب متقدمة أكثر وتعلو قيمة عن هذه  الكتب. وللرسائل أسماء أخرى مثل «كتاب الحكمة» و«الحكمة الشريفة».
تشمل الكتابات الدرزية القديمة الأخرى «رسائل الهند»، والمخطوطات المفقودة أو المغيبة، المعنونة «بالمنفرد بذاته» و«الشريعة الروحانية» بالإضافة إلى الكتابات السجالية والجدلية.

### التقمص
التناسخ أو التقمص مبدأ أساسي في المذهب الدرزي. وبحسب المعتقدات الدرزيَّة يحدث التقمص فورًا عند وفاة المرء نظرًا لوجود ازدواجية أبدية في الجسد والروح ومن المستحيل أن توجد الروح بدون الجسد. وبحسب المعتقدات الدرزية لن تنتقل الروح البشرية إلا إلى جسم بشري، وذلك خلافًا للمعتقدات الهندوسية والبوذية، والتي بموجبها يمكن أن تنتقل النفوس إلى أي كائن حي. علاوة على ذلك، يمكن حدوث التقمص للدرزي الذكر فقط كدرزي ذكر وللدرزية الأنثى كدرزية أنثى. ويؤمن الدروز أنه لا يُمكن حدوث التقمص في جسد غير درزي. بالإضافة إلى ذلك، لا يمكن تقسيم النفوس وعدد النفوس الموجودة في الكون محدودة. ودورة الولادة جديدة مستمرة والسبيل الوحيد للهروب هو التناسخ أو التقمص المتتالي. عندما يحدث هذا، تتحد الروح مع العقل الكوني وتحقق السعادة القصوى.

### ميثاق ولي الزمان
وهو مدخل ديانة التوحيد لدى الدروز وعهدهم الأبدي معها، وهو العهد أو القسم الذي به يصبح الدرزي درزيًا، وبإمامة حمزة وبرفض جميع الأديان والمذاهب والتبري منها، يختلف هذا الميثاق عمَّا يسبقه في الترتيب ضمن رسائل الحكمة اختلافًا جوهريًا ويٰعتقد أن من وضعه هو حمزة بن علي، ويعتقد الدروز أن هذا الميثاقَ أزليٌّ وأنه يتقمص مع روح الموحد حيث يؤمن الدروز بالتقمص، وأنّ من وقَّعَ على الميثاق في زمن الكشف بقيَ موحدًا ومُوَقِّعًا على الميثاق في جميع أجياله وحَيواتِه اللاَّحقةِ.

توكلت على مولانا الحاكم الأحد، الفرد الصمد، المنزه عن الأزواج والعدد. أقر فلان بن فلان، إقرارًا أوجبه على نفسه، وأشهد به على روحه، في صحة من عقله وبدنه، وجواز أمره، طائعًا غير مكره ولا مجبر.
أنه قد تبرأ من جميع المذاهب والمقالات والأديان والاعتقادات، كلها على أصناف اختلافاتها، وأنه لا يعرف شيئًا غير طاعة مولانا الحاكم جل ذكره، والطاعة هي العبادة، وأنه لا يشرك في عبادته أحدًا مضى أو حضر أو ينتظر، وأنه قد سلم روحه وجسمه وماله وولده وجميع ما يملكه لمولانا الحاكم جل ذكره، ورضي بجميع أحكامه له وعليه، غير معترض ولا منكر لشيء من أفعاله ساءه ذلك أم سره.
ومتى رجع عن دين مولانا الحاكم جل ذكره الذي كتبه على نفسه وأشهد به على روحه، أو أشار به إلى غيره، أو خالف شيئًا من أوامره. كان بريئا من الباري المعبود، واحترم الإِفادة من جميع الحدود، واستحق العقوبة من الباري العلي جل ذكره.
ومن أقر أن ليس في السماء إله معبود، ولا في الأرض إمام موجود إلا مولانا الحاكم جل ذكره كان من الموحدين الفائزين.
كتب في شهر كذ وكذا من سنة كذا وكذا من سنين عبد مولانا جل ذكره ومملوكه حمزة بن علي بن أحمد، هادي المستجيبين، المنتقم من المشركين والمرتدين بسيف مولانا جل ذكره وشدة سلطانه وحده.

يستخدم الدروز أيضًا صيغة مماثلة، تُسمى العهد، عندما يُبدأ في مرحلة العقال.

### المواقع المقدسة

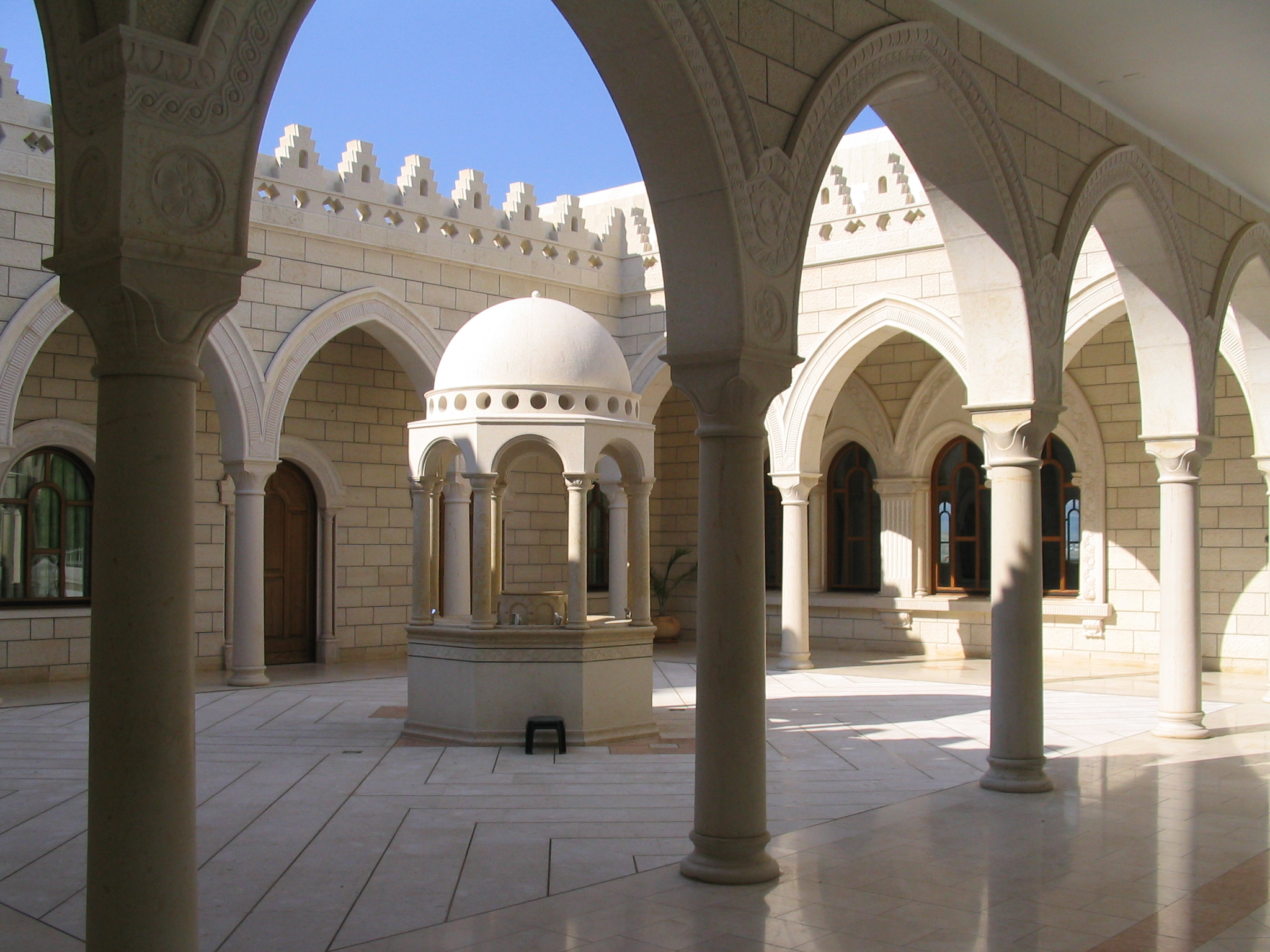
مقام النبي شعيب.

تسمى دور الصلاة في الدرزة الخلوة أو الخلوات. وتعد خلوات البياضة في لبنان معقل طائفة الموحدون الروحي وتعتبر من اماكنهم المقدسة، اذ تضم خلوات للعبادة لمختلف العائلات الدرزية في لبنان وسوريا والأردن وفلسطين التاريخية. في أنحاء منطقة الشرق الأوسط نحو 130ً مكانًا مقدًسًا ومقامًا لدى الدروز، من بينها نحو 70 في إسرائيل، ونحو 40 في لبنان، وستة عشرة في سوريا، وواحد في الأردن. وتقع هذه الأماكن المقدسة والمقامات داخل القرى، وعلى رؤوس الجبال، وفي المغاور، وبالقرب من عيون الماء والينابيع. وتقوم معظم الأماكن المقدسة والمقامات لدى الطائفة الدرزيّة في مواقع تشكل علامات بازرة في شخصيات لديها أهمية دينية في مذهب التوحيد أو موقع دفنها، الأماكن المقدسة لدى الدروز هي مواقع أثرية مهمة للمجتمع وترتبط بالأعياد الدينية؛ وأبرز مثال على ذلك مقام النبي شعيب، هو مقام النبي شعيب الشخصية المحورية في المذهب الدرزي، والذي يقع قرب قرية حطين في إسرائيل حيث يُعتقد بأنّ النبي شعيب قد دُفن فيه، ويُعتبر هذا المقام أحد أقدس المواقع عند الطائفة الدرزية، ومقصدًا للزوار الدروز. وبعد عام 1948 نُقل حجز القبر إلى الطائفة الدرزية، والذين يحجون إليه في كل عام في موعد محدد من 25-28 إبريل. أما ثاني أبرز المقامات الدرزية فهو مقام الخضر في كفرياسيف، ويُعد الخضر من أهم ّ الأنبياء في مذهب التوحيد الدرزي؛ يليه مقام النبي سبلان في قرية حُرفيش وهو أحد الأماكن المقدسة الهامة لدى الدروز، ومقام الأمير السيد في بلدة عبيه.
واحدة من أهم سمات قرية الدروز التي لها دور مركزي في الحياة الاجتماعية هي الخلوات، بيت للصلاة والوحدة الدينية. يُعرف الخلوات باسم المجلس باللغات المحلية. النوع الثاني من المزار الديني مرتبط بذكرى حدث تاريخي أو وفاة نبي. إذا كان ضريحًا، يسمونه الدروز مزار وإذا كانوا ضريح يسمونه مقام. الأماكن المقدسة تصبح أكثر أهمية للمجتمع في أوقات الشدائد والكوارث. تنتشر الأماكن المقدسة وأضرحة الدروز في قرى مختلفة، وفي الأماكن التي يجري فيها حمايتهم ورعايتهم. توجد العديد من الأضرحة الدينية للدروز في سوريا ولبنان وإسرائيل.

### التعاليم الباطنية
يعتقد الدروز أن العديد من التعاليم التي قدمها الأنبياء، والزعماء الدينيين، والكتب المقدسة لها معاني باطنية محفوظة لمصطلح العقل، حيث تكون بعض التعاليم رمزية واستعارة بطبيعتها، وتُقسم فهم الكتب والتعاليم المقدسة إلى ثلاث طبقات.
هذه الطبقات، وفقًا للدروز، هي كما يلي:
- الواضح أو الظاهر، ويُمكن لأي شخص أن يقرأ أو يسمع؛
- الباطني، وهو في متناول أولئك الذين هم على استعداد للبحث والتعلم من خلال مفهوم التفسير؛
- المخفي، وهو لا يمكن الوصول إليه لجميع الأفراد بإستثناء بعض الأفراد المستنيرين بحق والذين يفهمون بحق طبيعة الكون.[204]

لا يعتقد الدروز أن المفهوم الباطني يلغي بالضرورة المفهوم الظاهر. ويدحض حمزة بن علي مثل هذه الإدعاءات بالقول إنه إذا كان التفسير الباطني للطهارة هو نقاء القلب والروح، فهذا لا يعني أنه يمكن للشخص أن يتجاهل نقاوته الجسديّة، لأن الصلاة لا فائدة منها إذا كان الشخص غير صادق في خطابه وأن المعاني الباطنية والغريبة تكمل بعضها البعض.

### الوصايا السبع
يتبع الدروز سبعة مبادئ أو واجبات أخلاقية تعتبر جوهر الإيمان. مبادئ الدروز السبعة هي:
1. صدق اللسان.
2. حفظ الإخوان.
3. ترك عبادة العدَم والبهتان.
4. البراءة من الأبالسة والطغيان.
5. التوحيد لمولانا في كل عصر وزمان.
6. الرضى بفعل مولانا كيف ما كان.
7. التسليم لأمر مولانا في السر والحدثان.

### التقية
التقية هي الحذر من إظهار ما في النفس من معتقد وغيره للغير وإخفاء المعتقدات عند الضرورة، ويعتمد الدروز على مفهوم التقية من الإسماعيلية والطبيعة الباطنية للإيمان، حيث يُحافظ على سرية العديد من التعاليم. يجري ذلك لمنع الديانة لأولئك الذين ليسوا مستعدين بعد لقبول التعاليم وبالتالي قد يسيئون فهمه، وكذلك لحماية المجتمع عندما يكون في خطر. يميل الدروز إلى اتباع الدين السائد في البلد الذي يقيمون فيه. وقد يدّعي البعض أنهم مسلمون أو مسيحيون لتجنب الاضطهادات؛ والبعض الآخر لا يفعل ذلك. ويُمكن أن يكون للدروز في مناطق مختلفة أنماط حياة مختلفة جذريًا.
«يتبع الدروز نمطًا من العزلة حيث لا يُسمح بأي تحول، لا من خارج الدين أو داخله. عندما يعيش الدروز بين أتباع الديانات الأخرى، يُحاولون الاندماج من أجل حماية دينهم وسلامتهم الخاصة. ويُمكن أن يصلوا كمسلمين أو كمسيحيين، حسب المكان الذي هم فيه. ويبدو أن هذا النظام يتغير في العصر الحديث، حيث سمح المزيد من الأمن للدروز بأن يكونوا أكثر انفتاحًا بشأن انتمائهم الديني».

### الظهور الإلهي
أعلن حمزة بن علي وهو مؤسس المذهب الدرزي والمؤلف الرئيسي للمخطوطات الدرزية، أنَّ الله قد صار إنسانًا في صورة الحاكم بأمر الله. شخصية مهمة في الديانة الدرزية وهو محمد بن إسماعيل الدرزي أعلن أيضًا أن الله صار إنسانًا في صورة الحاكم بأمر الله عام 1018.

### النبوة
ينقسم تعريف الأنبياء في الديانة الدرزية إلى ثلاث فئات فرعية، النبي نفسه (الناطق)، وتلاميذهم (الأساس)، والشهود على رسالتهم (الحجة).
الرقم خمسة يحتوي على دلالة غير مذكورة داخل الديانة الدرزية، ويعتقد في هذه المنطقة أن الأنبياء العظماء يأتون في مجموعات من خمسة. في زمن الإغريق القدماء، يُمثل هؤلاء الخمسة فيثاغورس وأفلاطون وأرسطو وبارمينيدس وأمبادوقليس. وفي القرن الأول، كان يُمثل الخمسة كل من يسوع المسيح، ويوحنا المعمدان، والقديس متى، والقديس مرقس، والقديس لوقا. في زمن تأسيس الدين الدزري، كان يُمثل الخمسة كل من حمزة بن علي بن أحمد، ومحمد بن وهب القرشي، وسلامة ابن عبد الوهاب، وإسماعيل ابن محمد بن حامد التميمي والمقتنى بهاء الدين.
يعتقد الدروز أن حمزة بن علي بن أحمد كان تناسخًا للعديد من الأنبياء، بما في ذلك يسوع وأفلاطون وأرسطو. يٌكرم التقليد الدرزي ويوقر سلمان الفارسي كـ «معلم» و «نبي»، ويُعتقد أنه تناسخ للفكرة التوحيدية.

### معتقدات أخرى
يَسمح الدروز بالطلاق، رغم أنه مقيد؛ كما أن عادة ختان الذكور ليس ضرورية؛ ولا يمكن الولادة من جديد للدرزي كغير درزي؛ وأولئك الذين يُطهرون روحهم يصعدون إلى النجوم عند الموت. وعندما يعود الحاكم بأمر الله، سينضم إليه جميع الدروز المؤمنين في مسيرته من الصين ويحتلون العالم؛ تُحظر الردة في المعتقد الدرزي، وعادةً ما تقام الخدمات الدينية في أمسيات يوم الخميس، ويتبع الدروز المذهب الحنفي السنَّي في القضايا التي لا يوجد فيها حكم بحسب مذهبهم.
تنحصر العبادة الرسمية للدروز في الاجتماع الأسبوعي في أمسيات الخميس، حيث يجتمع جميع أفراد المجتمع معًا لمناقشة القضايا المحلية قبل خروج من لم يشرع في أسرار الدين (الجهال أو الجثمانيين)، ومن هم «العقال» أو «المستنيرين» (أولئك القلائل الذين بدأوا في التعلق بالكتب الدرزية المقدسة) يظلون للقراءة والدراسة.

## الممارسة الدينية
تركز مبادئ الدروز على الصدق والولاء وتقوى الأبناء والإيثار والتضحية الوطنية والتوحيد. ويرفضون الكحول والعقاقير الأخرى، يرفض الدروز تعدد الزوجات، ويؤمنون بالتناسخ، وليسوا ملزمين بمراعاة معظم الطقوس الدينية. يعتقد الدروز أن الطقوس رمزية ولها تأثير فردي على الشخص، ولهذا السبب فإن الدروز أحرار في أدائها أم لا. المجتمع يحتفل بعيد الأضحى، ويُعتبر أهم عطلة دينية في المجتمع الدرزي.

### التدين

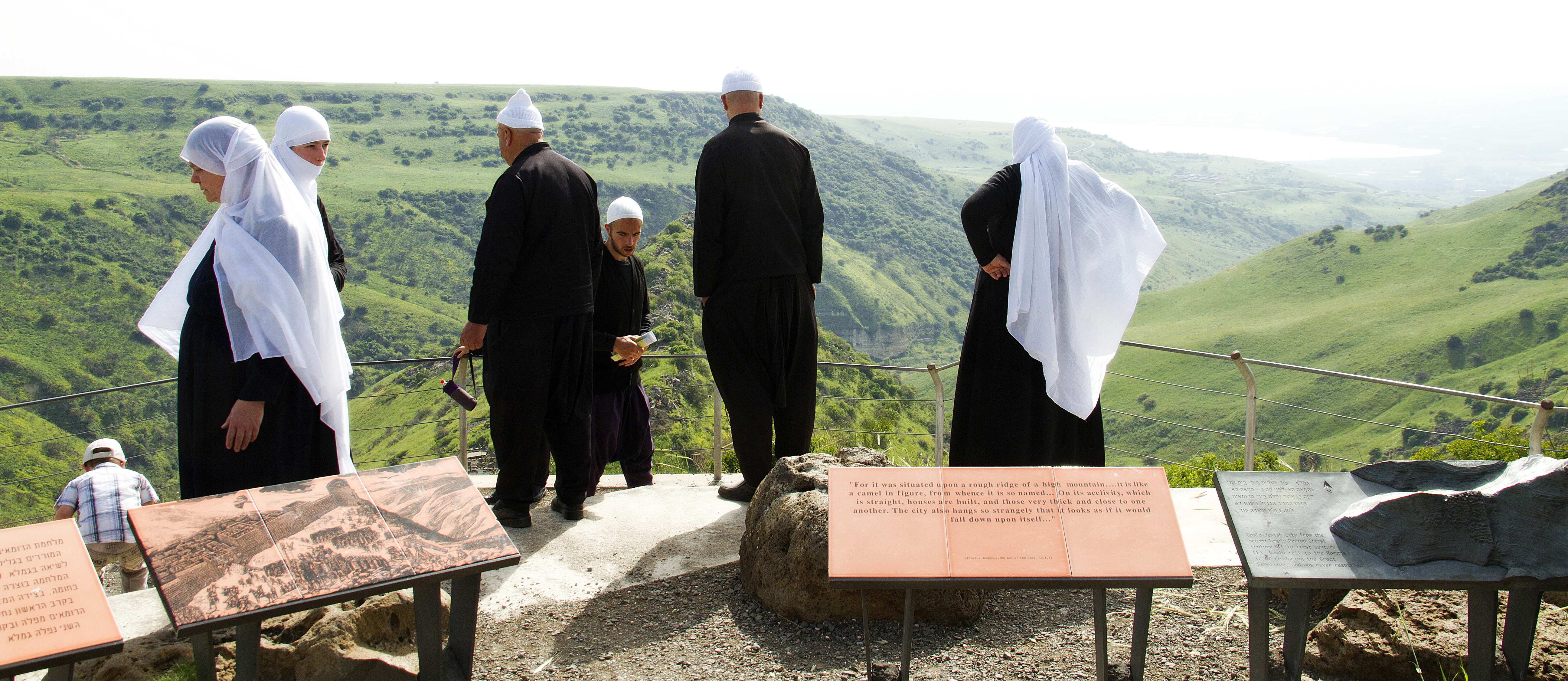
عائلة درزية.

ينقسم المجتمع عند الدروز عادةً إلى العقال أي الذين قد اتبعوا المسلك الديني، والجهّال أي الذين يعلمون بأمور عقيدتهم لكنهم غير متبعين طريق الزهد أو المسلك الديني. ولا يعترف الدروز بأي تسلسل ديني، وعلى هذا النحو، لا يوجد «رجال دين دروز».
بالنظر إلى المتطلبات الدينية والفكرية والروحية الصارمة، فإن معظم الدروز قد يُشار إليهم باسم الجهّال، لا يُمنح هؤلاء الوصول إلى الكتب المقدسة للدروز ولا يُسمح لهم بحضور الاجتماعات الدينية التي يقيمها «العقال». ومع ذلك، فإن التماسك والتفاعل الاجتماعي بين المجتمعات يجعل من الواضح أن لدى معظم الدروز فكرة عن متطلبات مذهبهم الأخلاقية الواسعة ولديهم إحساس حول ما فقه المذهب وإن كان معيبًا في كثير من الأحيان. وتسمى المجموعة الدينية التي بدأت، والتي تضم كلًا من الرجال والنساء (أقل من 10% من السكان)، بالعقال («المبادرون والمُطلعون»). وقد يرتدون أو لا يرتدون ملابس مختلفة، على الرغم من أن معظمهم يرتدون زيًا كان مميزًا لسكان الجبال في القرون السابقة. يُمكن للمرأة أن تختار ارتداء المنديل، وهو حجاب أبيض فضفاض، خاصةً في وجود أشخاص آخرين. وترتدي النساء المنديل على رؤوسهم لتغطية الشعر ويلفونها حول أفواههم. وتلبس القمصان السوداء والتنانير الطويلة التي تغطي أرجلهم إلى كاحليهم. وغالبًا ما يترك الذكور من العقال الشارب، ويرتدون الثياب التقليدية الداكنة في بلاد الشام، وتُسمى بالشروال، مع العمائم البيضاء التي تختلف وفقًا لأقدمية عقال. تقليديًا، لعبت المرأة الدرزية دورًا هامًا اجتماعيًا ودينيا داخل المجتمع.
يتمتع كل من «العقال» و«الجهال» بالمساواة في الحقوق، ولكنهم يؤسسون تسلسل هرمي من الاحترام على أساس الخدمة الدينية. وأصبح أكثر العقال نفوذًا هي الأجويد، والزعماء الدينيين المعترف بهم، ويُعين من هذه المجموعة القادة الروحيين للدروز. بينما ينتخب المجتمع المحلي شيخ العقل، وهو منصب رسمي في سوريا ولبنان وإسرائيل، ويشغل منصب رئيس المجلس الديني الدرزي، وعادةً ما يُنتخب قضاة المحاكم الدينية الدرزية لهذا المنصب. بخلاف الزعماء الروحيين، فإن سلطة الشيخ العاقل مقصورة على الدولة التي ينتخب فيها، رغم أن الزعماء الروحيين ينتخبون في بعض الحالات لهذا المنصب.

### الزواج والطلاق
يوجب على الموحدين الدروز أن يتزوجوا من بعضهم ولا يجوز الزواج من خارج الطائفة. والزواج في مذهب التوحيد يجب أن يكون مبني على القبول، والمحبة، والائتلاف، والإنصاف، والعدل والمساواة. لذلك مُنع تعدد الزوجات لأن ذلك يقضي على الإنصاف وفقًا لمعتقداتهم. وشروط الزواج هي أن يتعرف الزوجين على حقيقة بعضهم البعض، سواء من حيث الحالة الصحية أو الروحية أو العقلية. وإذا حصل الزواج وجب أن يعامل الزوجين كلاهما الآخر بالمساواة والعدل. واجب الزوج أن يساوي زوجته بنفسه وينصفها مما يملك. ولكلا الزوجين الحق في طلب الطلاق، وبعد الطلاق لا يحق لهم الزواج من بعضهم البعض. إذا طلب أحد الزوجين الطلاق من دون أسباب موجبة يحق للآخر أن تحصل أو يحصل على نصف ما يملكه أو تملكه طالب أو طالبة الطلاق.

## الرموز الدينية

### نجمة الدروز

علم الدروز.

«الحدود» في عقيدة التوحيد خمسة من كبار زعماء الدروز الذين كان لهم الدور الأول والأساس في إرساء دعائمها ونشرها:
1. الأخضر: لقب لحمزة بن علي بن أحمد الزوزني.
2. الأحمر: لقب لأبي إبراهيم بن محمد بن حامد التميمي.
3. الأصفر: لقب لأبي عبد الله محمد بن وهب القرشي.
4. الأزرق: لقب لأبي خير سلامة بن عبد الوهاب السامري.
5. الأبيض: لقب لبهاء الدين أبو الحسن علي بن أحمد السموقي المشهور «بالضيف».

### العلم
يتكون العلم الدرزي من خمسة ألوان الخمسة، وهي حسب الترتيب الأخضر والأحمر والأصفر والأزرق والأبيض. ووفقًا للباحث أكرم حسون لهذه الألوان دلالة توحيدية مذهبية عميقة الجذور وهي تعبر عن افتراضات فلسفية وعن أبعاد طقوسيّة ودلائل رمزية. ووفقًا للباحث أكرم حسون يمثل العلم بالنسبة للدروز رمز ديني تاريخي، لكن لا يعتبر رمزًا قوميًا أو سياسيًا لان الإطار الدرزي هو إطار ديني وليس سياسي إذ لا يطمح ألدروز بأي شكل من الإشكال من منطلق انتمائهم القومية واعتقاداتهم الدينية إلى إقامة دوله أو كيان منفرد يكون العلم رمزًا له، لذلك يظل العلم الموجود رمزًا دينيًا أو قبليًا فقط.

## العلاقة مع الأديان الأخرى

### العلاقة مع المسلمين

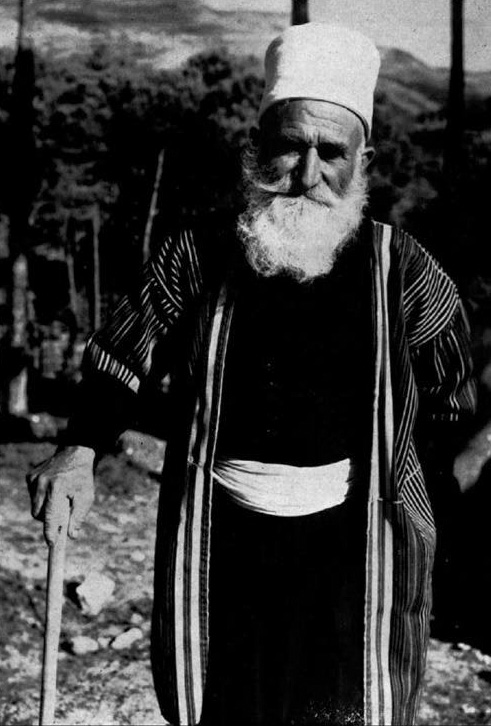
رجل من العقال الدروز يرتدي الزي الديني الرسمي.

غالبًا ما تُصنف الديانة الدرزية بأنها فرع من الإسماعيلية، على الرغم من أن العقيدة الدرزية وفقًا لعلماء وباحثين مختلفين "تختلف اختلافًا جوهريًا عن الإسلام، سواء مذهب أهل السنة أو الشيعة". على الرغم من أن العقيدة الدرزية نشأت في الأصل من الإسلام الإسماعيلي، إلا أن معظم الدروز لا يُعرفون أنفسهم بأنهم مُسلمون، ولا يقبلون أركان الإسلام الخمسة. يعرّف المؤرخ ديفيد ر. دبليو براير الدروز بأنهم غلاة الإسماعيلية، لأنهم بالغوا في عبادة الخليفة الحاكم بأمر الله واعتبروه الله المتجسد. وأنه يعرّف الدروز على أنهم دين منحرف عن الإسلام. وأضاف أنه نتيجة لهذا الانحراف، فإن العقيدة الدرزية "تبدو مختلفة عن الإسلام مثل اختلاف الإسلام عن المسيحية أو اختلاف المسيحية عن اليهودية".
تاريخيًا، اتسمت العلاقة بين الدروز والمسلمين بالاضطهاد الشديد، وموضع بحث وتشكيك دائمين من الباحثين والنقاد. وغالبًا ما تصنف العقيدة الدرزية بأنها فرع من فروع الإسماعيلية. على الرغم من أن العقيدة نشأت في الأصل من الإسلام الإسماعيلي، إلا أن معظم الدروز لا يُعرّفون أنفسهم بأنهم مسلمون، ولا يقبلون أركان الإسلام الخمسة. تعرض الدروز كثيرًا للاضطهاد من أنظمة إسلامية مختلفة مثل الدولة الفاطمية الشيعية، والمماليك، والدولة العثمانية السُنيَّة، وإيالة مصر. وشمل اضطهاد الموحدون الدروز المجازر وهدم دور الصلاة والمقدسات الدرزية وإجبار الدروز على اعتناق الإسلام. كان هذا الاضطهاد في الرواية والسردية الدرزية يهدف إلى استئصال المجتمع الدرزي بأسره. وفي الآونة الأخيرة، شهدت الحرب الأهلية السورية، التي بدأت في عام 2011، اضطهادًا للدروز على أيدي متطرفين إسلاميين.
نظرًا لأن الدروز خرجوا من الإسلام ويُشاركون الإسلام في معتقدات معينة، فإن الموقف من كون المذهب الدرزي دينًا منفصلًا أو طائفة إسلامية هو موضوع مُثير للجدل أحيانًا بين علماء الدين المسلمين. الدروز لا يُعتبرون مسلمين من المنتمين إلى المذاهب الإسلامية الأرثوذكسية. وجرى تكفيرهم من شيوخ السلف، حيث قام الفقيه والمحدث والمُفسر ابن تيمية بإعتبار الدروز على أنهم غير مسلمين وبمنزلة المرتدين، وذكرت فتواه أنَّ الدروز فيهم: «كفر هؤلاء مما لا يختلف فيه المسلمون؛ بل من شك في كفرهم فهو كافر مثلهم؛ لا هم بمنزلة أهل الكتاب ولا المشركين؛ بل هم الكفرة الضالون فلا يباح أكل طعامهم وتسبى نساؤهم وتؤخذ أموالهم. فإنهم زنادقة مرتدون لا تقبل توبتهم؛ بل يقتلون أينما ثقفوا؛ ويلعنون كما وصفوا؛ ولا يجوز استخدامهم للحراسة والبوابة والحفاظ. ويجب قتل علمائهم وصلحائهم لئلا يضلوا غيرهم؛ ويحرم النوم معهم في بيوتهم؛ ورفقتهم؛ والمشي معهم وتشييع جنائزهم إذا علم موتها. ويحرم على ولاة أمور المسلمين إضاعة ما أمر الله من إقامة الحدود عليهم بأي شيء يراه المقيم لا المقام عليه. والله المستعان وعليه التكلان.». وهذا ما يرفضه شيوخهم، مما يشرعن في ذلك الوضع العنف ضدهم كمرتدين. اعتمد العثمانيون في كثير من الأحيان على حُكم ابن تيمية الديني لتبرير اضطهادهم للدروز. بينما بالنسبة لابن عابدين الدمشقي، والذي لا يزال يعتبر كتابه «رد المحتار على الدر المختار» النص الرسمي للفقه الحنفي اليوم، فإنَّ الدروز ليسوا بمُسلمين ولا بمُرتدين. و أما على صعيد العالم الإسلامي اليوم فعلماء من أهل السنة والجماعة يرون بعدم انتماء الدروز إلى الإسلام، وكذلك بعض علماء الشيعة الاثنا عشرية. ويقول هؤلاء أنَّ الدروز مرتدون عن دين الإسلام، وليسوا بمسلمين؛ ولا يهود، ولا مسيحيين، فهم لا يقرون بوجوب الصلوات الخمس، ولا وجوب صوم رمضان، ولا وجوب الحج، ولا تحريم ما حرم الله والنبي محمد من الميتة والخمر وغيرهما. وإنهم إن أظهروا الشهادتين مع هذه العقائد فهم كفار باتفاق المسلمين. وأن غايتهم أن يكونوا فلاسفة على مذهب أرسطو وأمثاله، أو مجوسًا. وقولهم مركب من قول الفلاسفة والمجوس، ويظهرون التشيع نفاقًا.
ومن جهةٍ أخرى وفقًا لسامي نسيب مكارم يعتبر الدروز أنفسهم أصحاب مذهب لا أصحاب دين، وأنهم وجدوا منذ قديم الزمان، وأن موعد الدعوة التي وجه الحاكم الدعاة لنشرها قد انتهى وأغلق باب اعتناقها. وهم يؤمنون بالتوحيد، فالله واحد أحد لا بداية له ولا نهاية، وبأن الدنيا تكونت بقول الله «كوني» فكانت، وبأن الأعمار مقدّرة، وهم يكرمون الأنبياء المذكورين في الكتب المنزلة. وأبرز ما يختلف به الدروز عن سائر الفرق الإسلامية، اعتقادهم بالتناسخ، أي أن الأرواح البشرية تتناسخ أو تتقمص، أي تنتقل عند الوفاة من إنسان لإنسان مثله. كذلك فهم لا يتزوجون إلا بواحدة، وإذا طلّق أحدهم امرأته فلا يجوز له ردها، وهم يستطيعون أن يوصوا بأموالهم لمن شاءوا. ويحرص الدروز على الفضائل ويقدمونها على بعض الفروض الدينيّة. فالعفّة والصدق وحسن الخلق والامتناع عن التدخين وشرب الخمر كلّها أمور تلح عليها الطريقة المذهبية. وفقًا لسامي نسيب مكارم يعتبر العديد من الدروز أنفسهم من المسلمين، إلا أن علماء السنّة والشيعة كان لهم نظرات أخرى لهذا الادعاء، حيث قبله البعض ورفضه البعض الآخر. بالمقابل يشير الباحثين والعلماء إلى أن عوام الدروز لا يَعتَبِرُون أنفسهم مسلمون، ولا يُنظر إليهم على أنهم مسلمون على الإطلاق.
في عام 1959، وفي تحرك مسكوني لوحدة الوطن العربي قاده جهود الرئيس المصري جمال عبد الناصر لتوسيع جاذبيته السياسية بعد قيام الجمهورية العربية المتحدة بين مصر وسوريا عام 1958، قام الباحث الإسلامي محمود شلتوت من جامعة الأزهر بالقاهرة بتصنيف الدروز كمُسلمين، رُغم أن معظم الدروز لم يعودوا يعتبرون أنفسهم مسلمين. وتنص «الفتوى» على أن الدروز مسلمون لأنهم يتلون الشهادتان، ويؤمنون بالقرآن والتوحيد ولا يُعارضون الإسلام قولًا أو فعلًا. لم يقبل جميع العالم الإسلامي هذه الفتوى ، وقد جادل العديد من العلماء المعارضين بأن الدروز يتلون الشهادتان كشكل من أشكال التقية؛ وتقليد احترازي أو إنكار للمعتقدات والممارسات الدينية أو إخفاء معتقد ما خشية الضرر المادي أو المعنوي في مواجهة الاضطهاد. ولا تعترف بعض طوائف الإسلام، بما في ذلك جميع الطوائف الشيعية، بالسلطة الدينية لجامعة الأزهر، وتلك التي تتحدى أحيانًا الشرعية الدينية لفتوى شلتوت تجادل بأنها صُدرت لأسباب سياسية، حيث رآها جمال عبد الناصر كأداة لنشر جاذبيته ونفوذه في جميع أنحاء الوطن العربي كله. في عام 2012، وبسبب الانجراف نحو السلفية في الأزهر، وصعود جماعة الإخوان المسلمين إلى القيادة السياسية المصرية، أصدر عميد كلية الدراسات الإسلامية بالأزهر فتوى تعارض بشدة فتوى عام 1959. وتُعتبَر الطائفة الدرزية في سورية ولبنان مذهبًا إسلاميًا لأسباب سياسية وديموغرافية بالرغم من وجود الأحكام المذهبية الخاصة بها، والتي يُعامل أبناء هذه الطائفة وفقها معاملةً تختلف عن معاملة باقي الطوائف الإسلامية في سوريا.

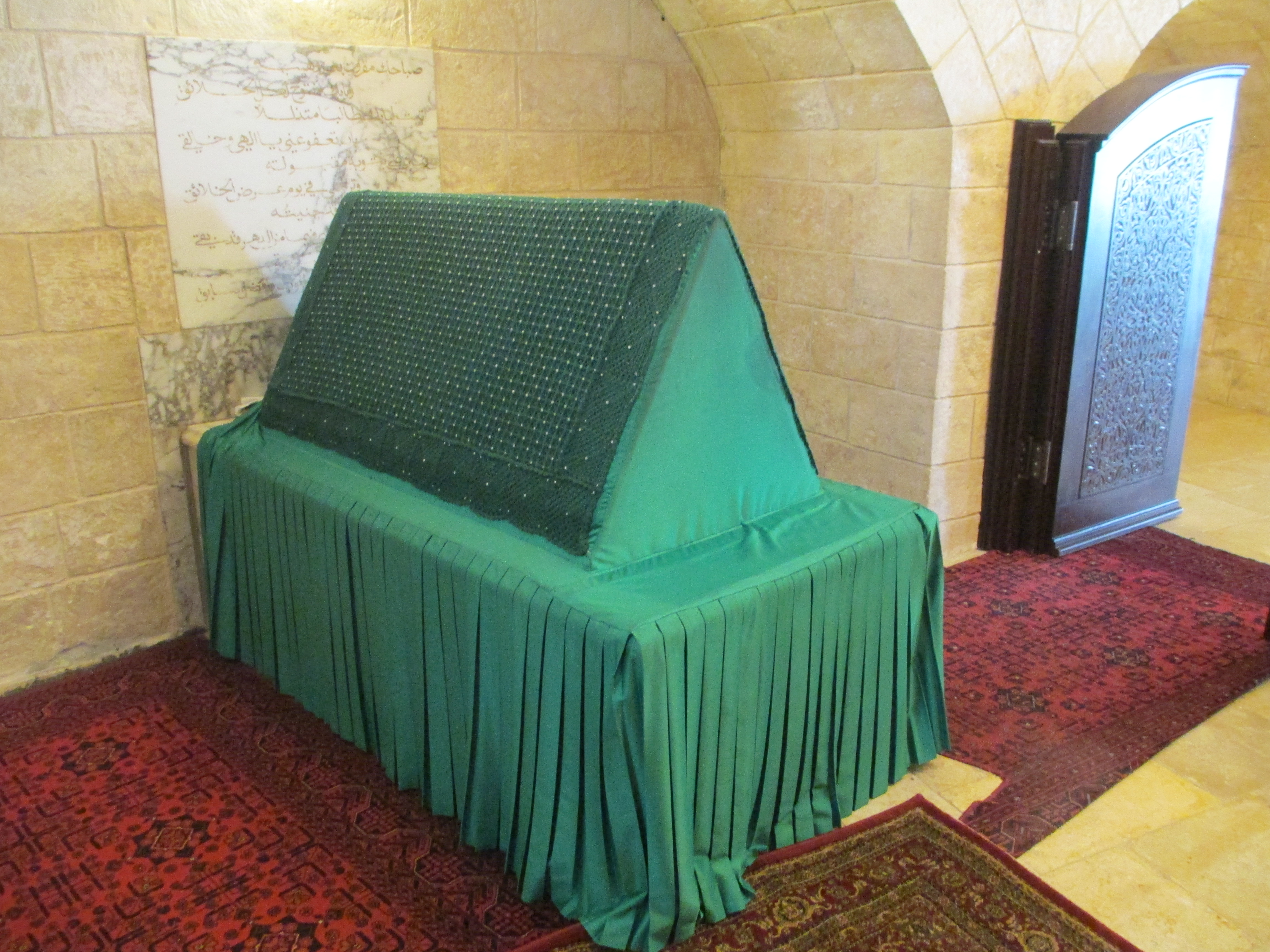
قبر شعيب (يثرو) بالقرب من حطين بإسرائيل: كلتا الديانتين تبجلان شعيب.

كلتا الديانتين تُبجلان شعيب ومحمد: يُقدّر شعيب (رعوئيل) باعتباره النبي الأبزر في الديانة الدرزية، وفي الإسلام يُعتبر نبيًا من أنبياء الله. يعتبر المسلمون أن محمدًا هو آخر الأنبياء الذي أرسلهم الله، بينما بالنسبة إلى الدروز، يُعظّم محمد بصفته أحد الأنبياء السبعة الذين أرسلهم الله في فترات مختلفة من التاريخ.
من حيث المقارنة الدينية، لا تؤمن الفرق والمذاهب الإسلامية بالتقمص، وهي عقيدة مركزية في العقيدة الدرزية. ويعلم الإسلام الدعوة، بينما لا يقبل الدروز المتحولين إلى دينهم. الزواج من خارج الديانة الدرزية هو أمرٌ نادر الحدوث ولا يُشجع عليه بشدة. تسمح المدارس والفروع الإسلامية بالطلاق وتسمح للرجال بالزواج من عدة نساء، خلافًا لآراء الدروز في الزواج الأحادي وعدم السماح بالطلاق. تشمل الاختلافات بين المذاهب والفروع الإسلامية والدروز إيمانهم بالظهور الإلهي، أعلن حمزة بن علي بن أحمد وهو مؤسس المذهب الدرزي والمؤلف الرئيسي للمخطوطات الدرزية، أنَّ الله قد صار إنسانًا في صورة الحاكم بأمر الله. مع ذلك، فإن مثل هذا المفهوم للظهور الإلهي في الإسلام هو إنكار للتوحيد.
يتضمن العقيدة الدرزية بعض العناصر الإسلامية، ومعتقدات دينية أخرى. تشمل النصوص الدرزية المقدسة كل من القرآن ورسائل الحكمة. ويحتفل الدروز بعيد الأضحى باعتباره أهم عطلة لهم، على الرغم من اختلاف شكل شعائرهم عن تلك السائدة لدى معظم المسلمين. وتتشابه التقاليد الاجتماعية الدرزية المشابهة تمامًا لنظيرتها الإسلامية، كطقوس الزواج والعزاء وشعيرة عيد الأضحى؛ ويقول الدروز أن رسائل الحكمة التي تعتبر من مصادر العقيدة الدرزية والتي يعتبرها الدروز تفسيرًا لكتاب القرآن لا تحتوي أي شيء يخالف القرآن، أما بعض الرسائل التي فيها بعض الشك فيقول الدروز أنها «كتبت في عصور لاحقة بعد اختفاء الحاكم بأمر الله، وقد أثبت التحليل الكيميائي ذلك»؛ العقيدة الدرزية لا تتبع الشريعة الإسلامية ولا أيًا من أركان الإسلام الخمسة بإستثناء تلاوة الشهادتان. ويقول العلماء إن الدروز يتلون الشهادة حفاظًا على دينهم وسلامتهم وعلى سرية معتقداتهم، وتجنبًا لاضطهاد المسلمين لهم.

### العلاقة مع المسيحيين

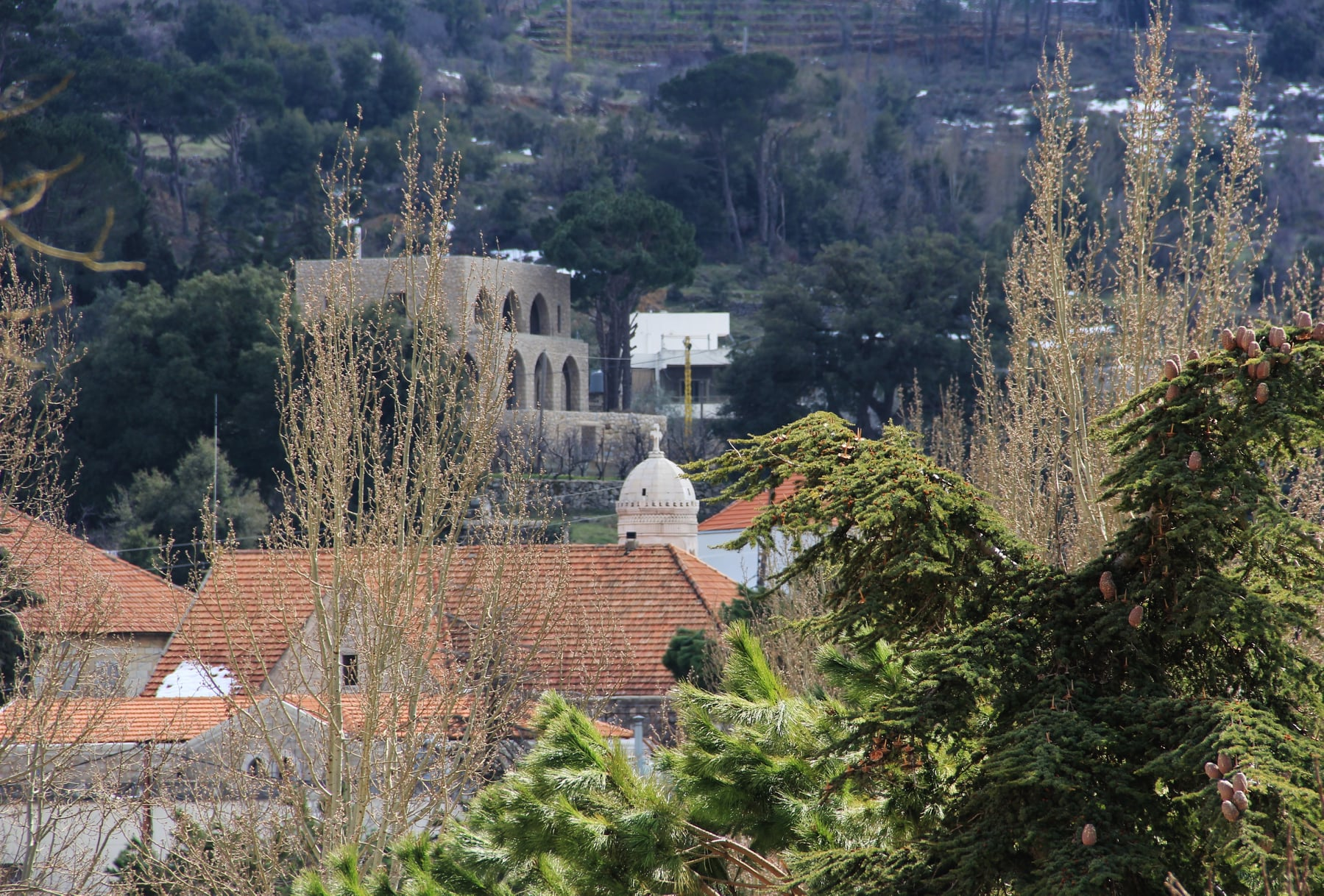
كنيسة مسيحية وخلوة درزية في الشوف: يتعايش المسيحيين والدروز في العديد من بلدات بلاد الشام.

المسيحية والدرزية ديانات إبراهيمية تشتركان في ارتباط تاريخي تقليدي مع بعض الاختلافات اللاهوتية الرئيسية. تشترك الديانتان في مكان أصل مشترك في الشرق الأوسط وتعتبران ديانات توحيدية. تاريخيًا كانت العلاقات بين المسيحيين والدروز وديّة إلى حد كبير وكان يسود الإنسجام والتعايش السلمي بين الطائفتين على الغالب، بإستثناء بعض الفترات القليلة بما في ذلك الفتنة الطائفية الكبرى لعام 1860 وما نجم عنها من مذابح في جبل لبنان ودمشق وسهل البقاع وجبل عامل بين المسلمين والمسيحيين عمومًا، والدروز والموارنة خصوصًا. كان تحول الدروز إلى المسيحية ممارسة شائعة في منطقة الشام، وعلى مر القرون، اعتنق عدد من الدروز المسيحية، مثل بعض أفراد سلالة آل شهاب، بالإضافة إلى عشيرة أبي اللمع النافذة.
أدى الاتصال والتقارب والتجاور بين الطوائف المسيحية (الموارنة، والروم الأرثوذكس، والروم الملكيون الكاثوليك، وكنائس أخرى) والموحدين الدروز في سوريا ولبنان وإسرائيل، إلى وجود قرى وبلدات مشتركة ومختلطة بين المسيحيين والدروز في جبل لبنان، والشوف، وجبل الدروز، وفي منطقة الجليل، وجبل الكرمل وهضبة الجولان. أسس كل من الموارنة الكاثوليك والدروز لبنان الحديث في أوائل القرن الثامن عشر، من خلال النظام الحاكم والاجتماعي المعروف بـ «الثنائية المارونية - الدرزية» في متصرفية جبل لبنان.
تُعلم العقيدة الدرزية أنَّ المسيحية يجب «تقديرها ومدحها» لأن كُتّاب الإنجيل يعتبرون «حاملي الحكمة». تتضمن عقيدة الموحدين الدروز بعض العناصر المسيحية، بالإضافة إلى تبني عناصر مسيحية في رسائل الحكمة. ويتضمن القانون الدرزي القانوني وسائل الحكمة العهد القديم، والعهد الجديد، والقرآن والأعمال الفلسفية لأفلاطون وتلك التي تأثرت من سقراط من بين أعمال الديانات والفلاسفة الآخرين.
على صعيد المقارنة الدينيّة لا تؤمن الطوائف المسيحية الرئيسية بالتناسخ، أي أن الأرواح البشرية تتناسخ أو تتقمص، وذلك على خلاف معتقدات الدروز كما أن المسيحيّة ديانة تبشيرّية وذلك على خلاف الدروز حيث أغلقوا باب اعتناق المذهب. في حين أن أوجه التشابه تتمثل في وجهة النظر الدروز والمسيحيين للزواج، في المذهب الدرزي لا يتزوجون إلا بواحدة وإذا طلّق أحدهم امرأته فلا يجوز له ردها، وفي المسيحية لا يعتبر تعدد الزوجات شكلًا من أشكال الزواج المقبولة داخل المسيحية، ففي العهد الجديد دعى يسوع إلى وحدانية الزواج، وترفض اليوم معظم الطوائف المسيحية تعدد الزوجات كما تنظر المبادئ المسيحية للزواج على أنه علاقة أبدية. لذلك من الصعب الحصول على الطلاق نظرًا لكون الزواج عقدًا غير منحل، فقد قيّد القانون الكنسي حق الطلاق بعدة قيود لكن لم يصل إلى إلغائه، وظهرت أوضاع أخرى من التسهيلات كفسخ الزواج أو الهجر. تشمل أوجه التشابه الإيمان بوحدانية الله والظهور الإلهي.

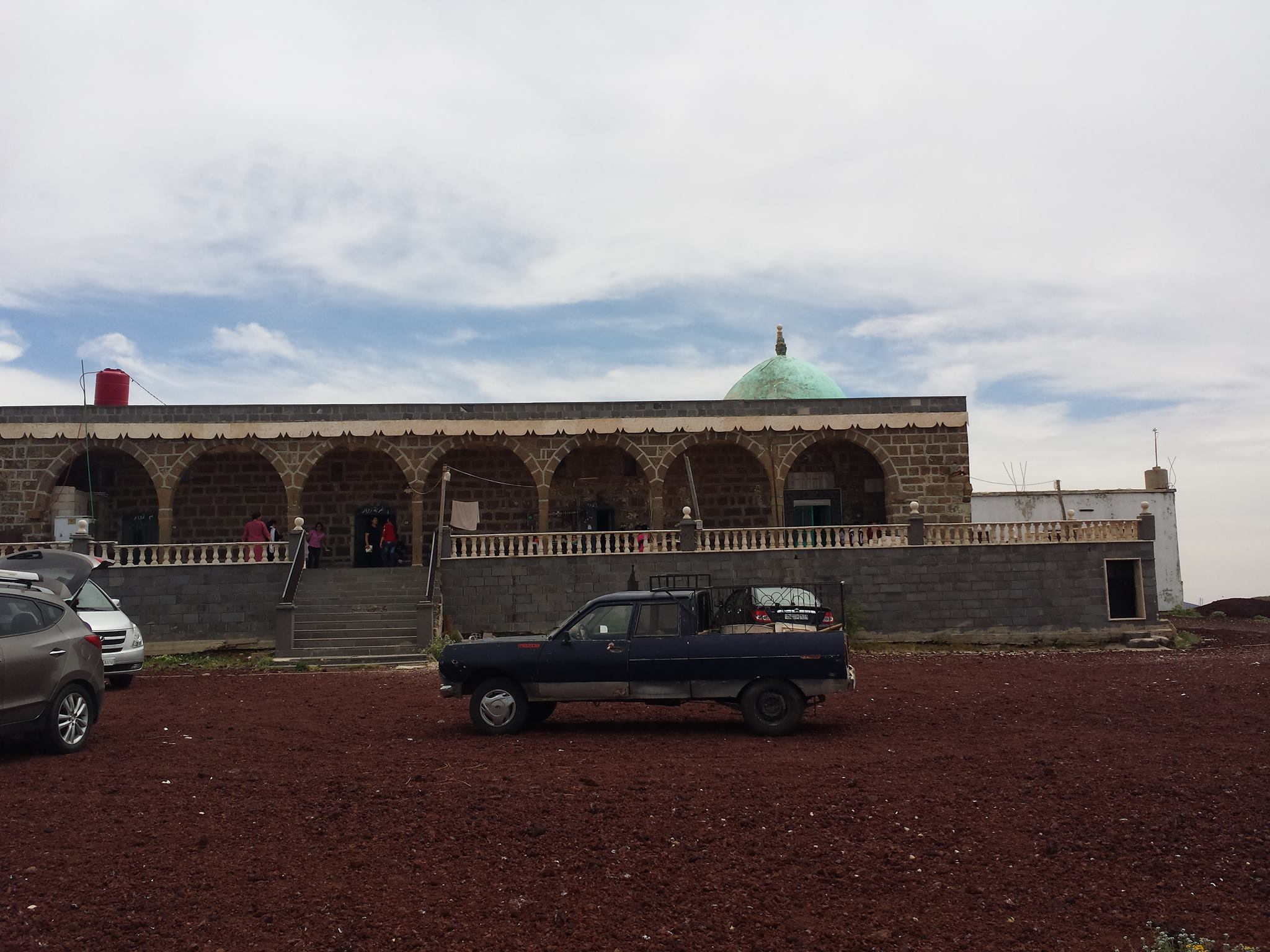
مقام السيد المسيح الدرزي في محافظة السويداء: يعطي مذهب التوحيد الدرزي مكانة بارزة ليسوع.

لا تتطلب كل من الطوائف المسيحية السائدة والدروز ختان الذكور، على الرغم من ممارسة ختان الذكور بشكل شائع في العديد من البلدان ذات الغالبية المسيحية والعديد من المجتمعات المسيحية، وعدد من الكنائس المسيحية الشرقية مثل المسيحية القبطية وكنيسة التوحيد الأرثوذكسية الإثيوبية وكنيسة التوحيد الأرثوذكسية الإريترية كطقوس عبور. كما يُمارس الدروز على نطاق واسع ختان الذكور، كتقليد ثقافي، والذي ليس له أي أهمية دينية في العقيدة الدرزية.
كلا العقيدتين تعطي مكانة بارزة ليسوع: في المسيحية، يسوع هو الشخصية المركزية، ويُنظر إليه على أنه المسيح. بالنسبة للدروز، فإن يسوع هو المسيح وهو نبي مهم من نبي الله، كونه من بين الأنبياء السبعة (بمن فيهم محمد) الذين ظهروا في فترات مختلفة من التاريخ. وتتفق النظرة الدرزية ليسوع أو عيسى بن مريم كما يَقُول القرآن، مع المسيحية بكونه المسيح وبصحة الميلاد العذري، واجتراح عجائب وآيات، والعودة في آخر الزمان، وتعتبره نبيًا بيد أنها تنفي الصلب، وأنه إله أو ابن إله، والدور الكفاري، والبعد الماورائي، ويعتبر يسوع أو عيسى بن مريم من الأنبياء السبعة الذين ظهروا في فترات مختلفة من التاريخ حسب معتقدات المذهب الدرزي. يُقدس الدروز يسوع «ابن يوسف ومريم» وتلاميذه الأربعة الذين كتبوا الأناجيل، ووفقًا للمخطوطات الدرزية، فإن يسوع هو الإمام الأكبر وتجسد العقل المطلق (العقل) على الأرض والمبدأ الكوني الأول (الحد)، ووفقًا للمعتقدات الدرزيَّة يٌعتبر يسوع وحمزة بن علي بن أحمد الزَّوزَني تجسيدًا لواحد من خمس قوى سماوية عظيمة، والتي تُشكل جزءًا من نظامهم.
كلا الديانتين تكرمان يوحنا المعمدان، والقديس جرجس، وإيليا أو كما يسمى عند الدروز بالخُضر، ولوقا الإنجيلي، وأيوب وغيرها من الشخصيات المشتركة المقدسة والمبجلة في العديد من الطوائف المسيحية ومذهب التوحيد الدرزي. وتعتبر شخصيات العهد القديم مثل آدم ونوح وإبراهيم وموسى من أنبياء الله المهمين في الإيمان الدرزي، كونهم من بين الأنبياء السبعة الذين ظهروا في فترات مختلفة من التاريخ. ويذكر الكتاب المقدس النبي شعيب وهو النبي الرئيسي في مذهب التوحيد، أنه بٌعث لأهالي قوم مدين وصاهر النبي موسى.

### العلاقة مع اليهود

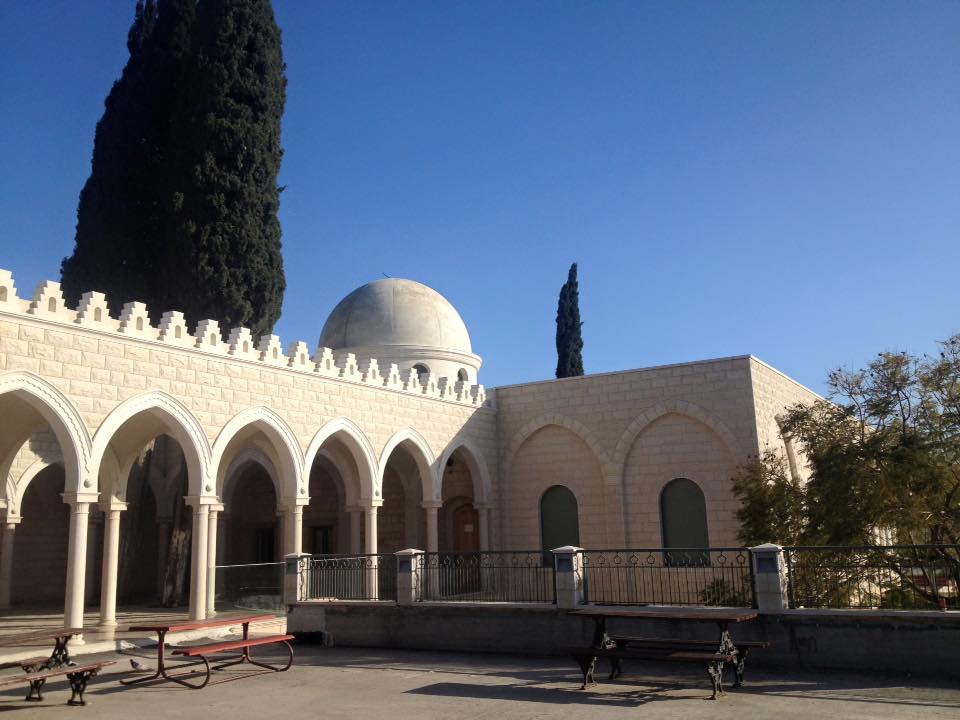
مقام الخضر في كفرياسيف.

كانت العلاقة بين الدروز واليهود موضع مُثير للجدل، وترد مواد متحيزة ضد اليهود في الأدب الدرزي مثل رسائل الحكمة. على سبيل المثال، في رسالة منسوبة إلى أحد مؤسسي الدرزية، المقتنى بهاء الدين، ربما كتبت في وقت ما بين عام 1027 وعام 1042، اتهم فيها اليهود بصلب يسوع. من ناحية أخرى، أشار بنيامين التطيلي، وهو رحالة يهودي من القرن الثاني عشر، إلى أن الدروز حافظوا على علاقات تجارية جيدة مع اليهود في الجوار، وهذا بحسب قوله لأن الدروز أحبوا الشعب اليهودي. ومع ذلك، عاش اليهود والدروز تاريخيًا منعزلين عن بعضهم البعض، بإستثناء عدد قليل من البلدات المختلطة مثل دير القمر والبقيعة. وبُني كنيس دير القمر عام 1638، خلال العهد العثماني في لبنان، لخدمة السكان اليهود المحليين، الذين كان بعضهم جزءًا من الحاشية المباشرة للأمير الدرزي فخر الدين المعني الثاني.
حدث الصراع بين الدروز واليهود أثناء الصراع الدرزي على السلطة في جبل لبنان، حيث دمر الدروز المستوطنات اليهودية في الجليل مثل صفد وطبرية عام 1660. أثناء تمرد الدروز عام 1838 ضد حكم إبراهيم باشا في مصر، تعرضت الجالية اليهودية في صفد لهجوم من المتمردين الدروز في أوائل يوليو عام 1838، وشمل العنف ضد اليهود نهب منازلهم وتدنيس معابدهم.
خلال الانتداب البريطاني على فلسطين، لم يبتنى الدروز أفكار القومية العربية الصاعدة في ذلك الوقت أو شاركوا في المواجهات العنيفة مع المهاجرين اليهود، وتضامن عدد من الدروز في فلسطين التاريخية مع روح الحركة الصهيونية. وفي عام 1948، تطوع العديد من الدروز في الميليشيات الصهيونية ولم تُدمر أي قرية درزية أو تهجيرها بشكل دائم. منذ قيام دولة إسرائيل، أظهر الدروز تضامنهم مع إسرائيل ونأى الدروز بأنفسهم عن التطرف العربي والإسلامي. ويخدم المواطنون الإسرائيليون الدروز في الجيش الإسرائيلي وذلك خلافًا لنظرائهم من المسيحيين والمسلمين. وذلك على خلاف دروز الجولان الذين يرفضون الخدمة الجيش الإسرائيلي أو التماهي مع الحركة الصهيونية، ويميلون إلى التركيز على هويتهم العربية والسوريَّة. ويُشار إلى شراكة الدروز اليهودية غالبا بأنه «عهدًا من الدم» (بالعبرية: ברית דמים، نقحرة: بريت دميم). وذلك تقديرًا للعمل العسكري المشترك التي يحملها الشعبين لأمن البلاد. ومنذ عام 1957، اعترفت الحكومة الإسرائيلية رسميًا بالدروز كمجتمع ديني منفصل، ويعرّفون بأنهم مجموعة عرقية مميزة في تسجيل التعداد السكاني لوزارة الداخلية الإسرائيلية. ولا يعتبر دروز إسرائيل أنفسهم مسلمين، ويرون في عقيدتهم ديانة منفصلة ومستقلة. بالمقارنة مع المسيحيين والمسلمين الإسرائيليين الآخرين، يركز الدروز بشكل أقل على الهوية العربية ويعتبرون أنفسهم إسرائيليين. لكنهم كانوا أقل استعدادًا لإقامة علاقات شخصية مع اليهود مقارنة بالإسرائيليين المسلمين والمسيحيين.
من حيث المقارنة الدينية، يعتبر العلماء اليهودية والعقيدة الدرزية إثنيات دينية، وتمارس كلاهما الزواج الداخلي، وكلاهما لا يقوم بالتبشير. كان الاعتقاد في التناسخ موجودًا لأول مرة بين الصوفيين اليهود في العالم القديم، ومن بينهم قُدمت تفسيرات مختلفة عن الحياة الآخرة، على الرغم من الاعتقاد العام بالروح الخالدة. تعتبر الشخصيات في الكتاب المقدس العبري مثل آدم ونوح وإبراهيم وموسى من أنبياء الله المهمين في الديانة الدرزية، كونهم من بين الأنبياء السبعة الذين ظهروا في فترات مختلفة من التاريخ. كلا الديانتين تكرمان إيليا وأيوب وغيرها من الشخصيات المشتركة الأخرى. في الكتاب المقدس العبري، كان يثرون صهر موسى كاهنًا في مدين، يُعتبر يثرو من مدين أحد أسلاف الدروز ، الذين يقدسونه باعتباره مؤسسهم الروحي وكبير الأنبياء.

## الثقافة

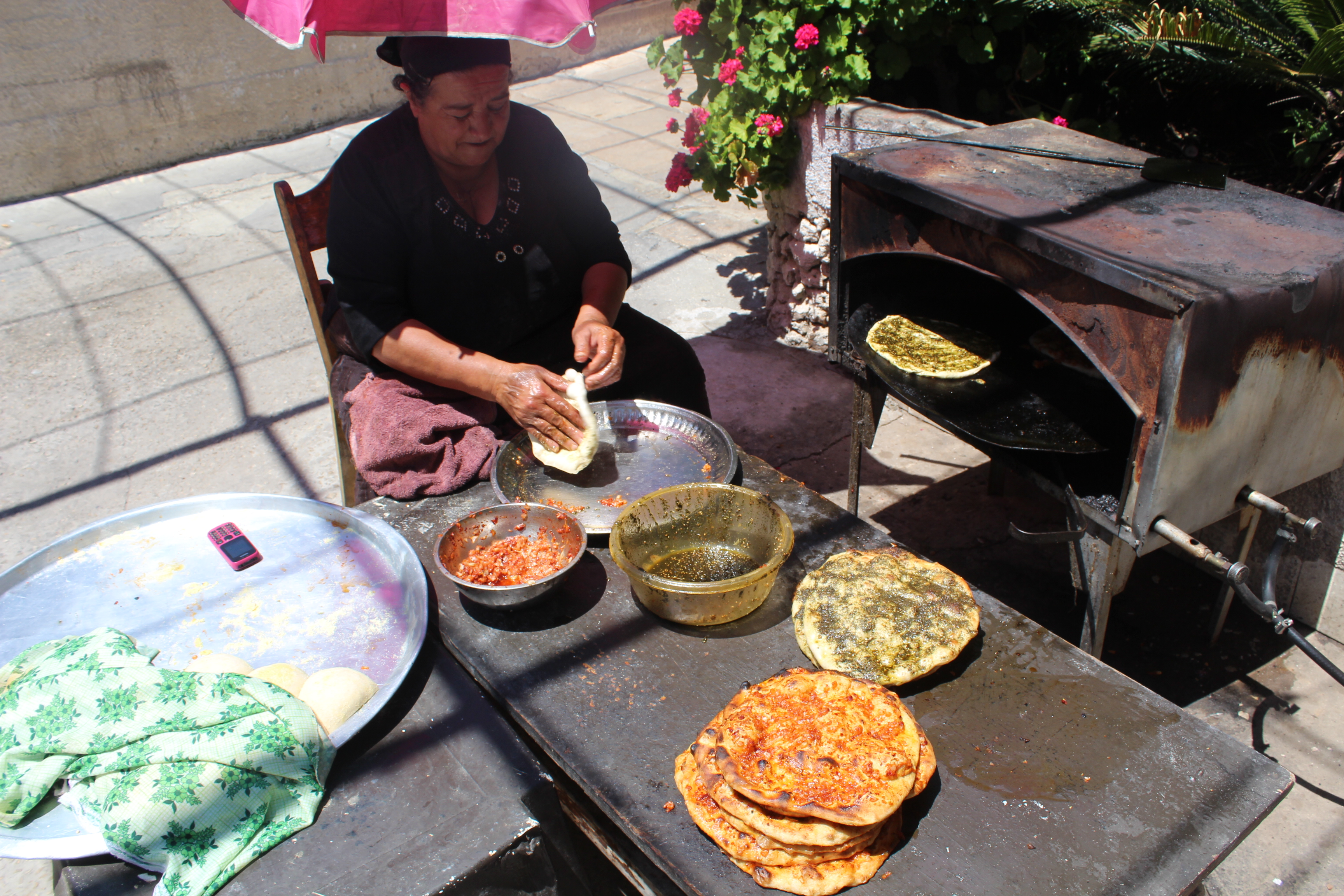
مرأة درزية تقوم بتحضير "الخبر الدرزي" في عسفيا.

تدور دورة حياة الدروز العاديين («الجُهّال») حول عدد قليل جدًا من الأحداث - الولادة والختان، والخطبة والزواج، والوفاة والدفن - وهي خالية من الصلاة أو العبادة الدرزية الخاصة.
الزواج من خارج الديانة الدرزية ممنوع ويُشجب بشدة، وإذا تزوج الدروز من غير الدروز، يُمكن أن تنبذهم الطائفة الدرزية وتهمشهم. لأن الشريك غير الدرزي لا يمكنه التحول إلى الديانة الدرزية، ولا يمكن للزوجين إنجاب أبناء دروز، لأن الدين لا ينتقل إلا من خلال الولادة لوالدين درزيين.
يُمارس ختان الذكور على نطاق واسع بين الدروز. ويُمارس هذا الإجراء كتقليد ثقافي، وليس له أي أهمية دينية في العقيدة الدرزية. ولا يوجد تاريخ محدد لهذا الفعل في الديانة الدرزية: عادةً ما يُختن الأطفال الذكور الدروز بعد ولادتهم بفترة وجيزة، لكن يظل بعضهم غير مختونين حتى سن العاشرة أو أكثر. بعض الدروز لا يختنون أطفالهم الذكور، ويرفضون ممارسة هذا الطقس.

### المطبخ

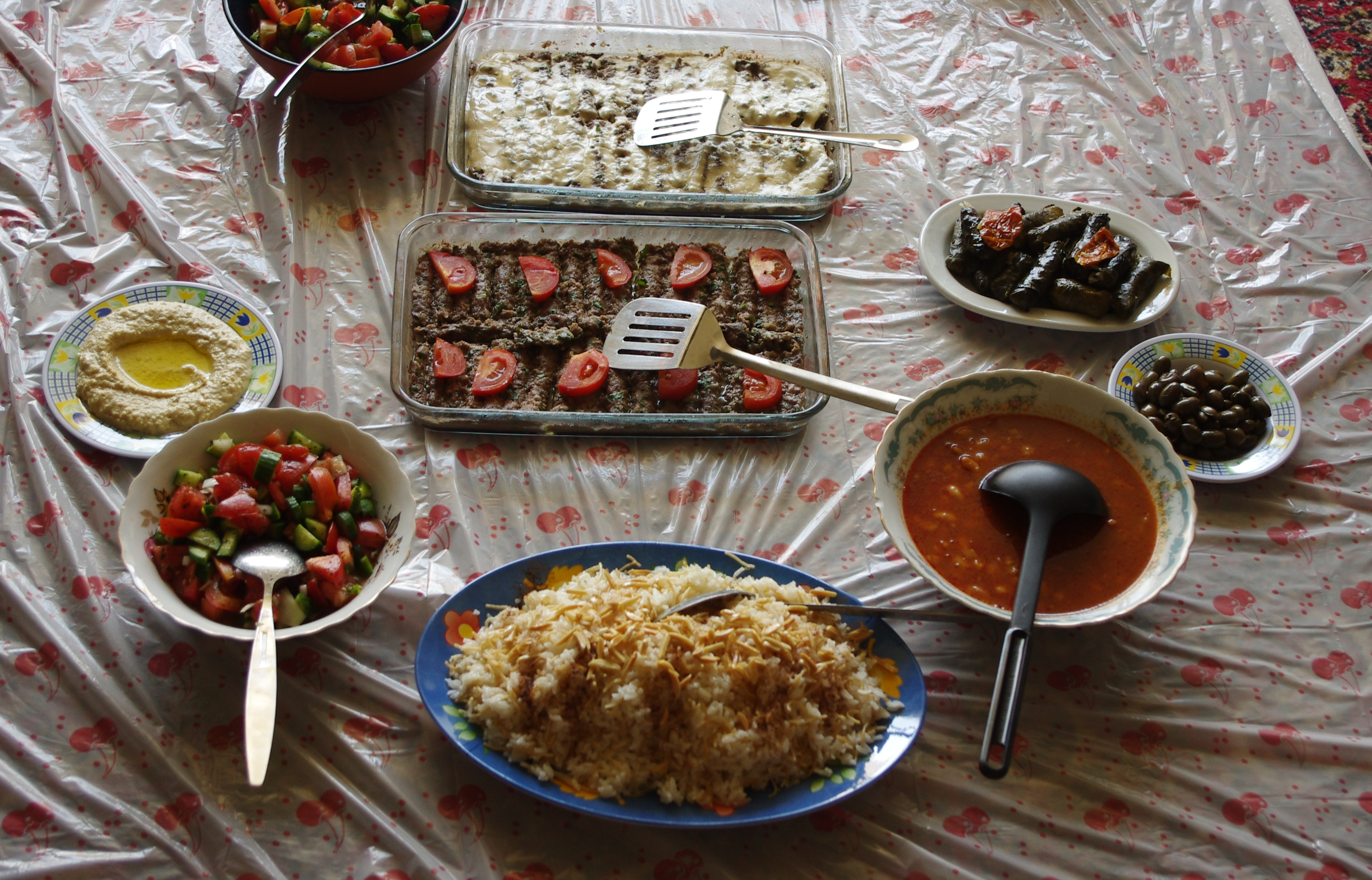
مأكولات درزية في مطعم بمجدل شمس.

يشبه المطبخ الدرزي مطابخ بلاد الشام الأخرى وهو غني بالحبوب واللحوم والبطاطس والجبن والخبز والحبوب الكاملة والفاكهة والخضروات والأسماك الطازجة والطماطم. ولعل الجانب الأكثر تميزًا في المطبخ الدرزي والشامي هو «المزة» بما في ذلك التبولة والحُمص وبابا غنوج، وأنَّ الكُبة النيئة هي أيضًا مزّة شهيرة بين الدروز. ومن الأطعمة المشهورة الأخرى بين الدروز الفلافل، والصفيحة، والشاورما، وورق العنب، والكبة، والكوسا المحشي، والشيشبرك، والمحمرة والمجدرة. البيتا الدرزية أو الخبز الدرزي هو خبز على الطريقة الدرزية محشو باللبنة ومغطى بزيت الزيتون والزعتر، وخبز شائع جدًا في إسرائيل. المليحي هو طبق شعبي بين دروز منطقة حوران (محافظة السويداء)، يُطهى في قدر ضغط ويقدم على أطباق خاصة ضخمة في الأعراس والأعياد والمناسبات الخاصة الأخرى ويتكون البرغل من قمح مغمور بالسمن مع لحم الغنم واللبن ويقدم ساخنًا مع الكبة المقلية والخضروات.
لأسباب لا تزال غير واضحة حظر الخليفة الفاطمي الحاكم بأمر الله طبق الملوخية في وقت ما خلال فترة حكمه (996-1021). في حين رُفِع الحظر في نهاية المطاف بعد انتهاء عهده، فإن الدروز، الذين يقدّرون الحاكم ويعطونه سلطة شبه إلهية، يواصلون احترام الحظر، ولا يأكلون الملوخية من أي نوع حتى هذا اليوم.
يُعتبر مشروب المتّة مشروبًا شهيرًا يستهلكه الدروز الذين أحضروه إلى بلاد الشام من المهاجرين السوريين في الأرجنتين في القرن التاسع عشر. ويُصنع مشروب المتّة عن طريق أوراق الشجر المجففة من البهشية البراغوانية في الماء الساخن ويُقدم مع قش معدني من قرع. غالبًا ما يكون «المتّة» أول عنصر يُقدم عند الدخول إلى منزل الدروز. وإنه مشروب اجتماعي ويمكن مشاركته بين عدة مشاركين. والوجبات الخفيفة التقليدية التي تؤكل مع الضيف تشمل الزبيب والمكسرات والتين المجفف والبسكويت والبطاطا.

### اللهجة
يميل الدروز إلى التحدث في لهجة عربية متميزة، على الرغم من عدم الاعتراف بهذه اللهجة رسميًا من قبل مشرفي اللغة العربية (في المقام الأول مجمع اللغة العربية بالقاهرة)، وهذه اللهجة هي الأقرب إلى نطق العربية الفصحى. وعادة ما يكون النطق الدرزي موحدًا، على الرغم من أن بعض المُفردات تختلف وفقًا لبلد إقامة المتحدث. في بعض الأحيان، يعتمد الدروز لهجة أخرى ويتخلى عن النطق الدرزي. مثل هذه الحالات شائعة في لبنان، حيث يعتمد الدروز الذين يعيشون في المدن الكبيرة، وخاصةً في ضواحي بيروت، اللهجة اللبنانية والنطق النموذجي للمسيحيين اللبنانيين، بدلًا من «اللهجة الجبلية»، التي يتحدث بها الدروز الذين يعيشون في جبل لبنان وجبال الشوف. الميزة للنطق الدرزي العربي هي صرامة نطق جميع الحروف كما يُعبر عنها عادةً باللغة العربية.

## الأصول

### الأصول العرقية

#### الفرضية العربية
امتدت العقيدة الدرزية إلى مناطق كثيرة في الشرق الأوسط، ولكن معظم الدروز الحاليين يُمكن أن يعود أصلهم إلى وادي التيم في جنوب لبنان، وهي منطقة سُميت على اسم قبيلة عربية تيم الله، والتي وفقًا للمؤرخ الإسلامي محمد بن جرير الطبري، فقد جاءوا أولًا من شبه الجزيرة العربية إلى وادي الفرات حيث تنصرّوا قبل هجرتهم إلى لبنان. يبدو أن العديد من العائلات الإقطاعية الدرزية، التي احتُفظ بسلاسل نسبها من قبل المؤرخين السوريين المعاصرين حيدر الشهابي وأحمد فارس الشدياق، تُشير أيضًا إلى اتجاه هذا الأصل. كانت المنطقة واحدة من أهم مركزين للنشاط التبشيري الدرزي في القرن الحادي عشر. وهاجرت القبائل العربية عبر الخليج العربي وتوقفت في العراق في طريقهم الذي سيقودهم لاحقًا إلى سوريا. كانت أول عائلة إقطاعية درزية، وهي التنوخيون، والتي شاركت في قتال الصليبيين، بحسب حيدر الشهابي، قبيلة عربية من بلاد ما بين النهرين حيث احتلت مكانة الأسرة الحاكمة ويبدو أنها تنصرت لاحقًا.
صنفّ المسافرون مثل كارستن نيبور، والباحثين مثل ماكس فون أوبنهايم، الدروز على أنهم عرب.

#### الدروز كمزيج من قبائل غرب آسيا
تنص طبعة عام 1911 من الموسوعة البريطانية على أن الدروز هم «مزيج من مجموعات اللاجئين، التي يغلب فيها العرب إلى حد كبير، مطعمة مع السكان الجبليين الأصليين من الدم الآرامي».

#### فرضية اليطوريون
وفقًا للأدب اليهودي المعاصر، صُوِّر الدروز، الذين زارهم بنيامين التطيلي ووصفهم عام 1165، بأنهم من نسل اليطوريين، وهي قبيلة عربية إسماعيلية، كانت تقطن في الأجزاء الشمالية من هضبة الجولان عبر الفترات الهلنستية والرومانية. تظهر كلمة الدروز، في طبعة عبرية مبكرة من أسفاره، تحت اسم Dogziyin، لكن من الواضح أن هذا خطأ كتابي.
وفقًا للباحث شمعون دار من جامعة تل أبيب تقترح التقييمات الأثرية للمنطقة الدرزية أيضًا احتمال انحدار الدروز من اليطوريين، الذين سكنوا جبل لبنان ومرتفعات الجولان في أواخر العصور القديمة الكلاسيكية، لكن آثارهم تلاشت في العصور الوسطى.

### علم الوراثة
وفقًا للباحث مارك هابر أصبح للمسيحيون والدروز اللبنانيون عزلة وراثية في العالم الإسلامي، حيث كان كل من المسيحيين والدروز في لبنان معزولين وراثيًا في البيئة الثقافية الجديدة، وتتشابه السلالات الوراثية بين المسيحيون اللبنانيون والدروز، في حين تمتد السلالات الوراثية بين المسلمون اللبنانيون إلى السوريين والفلسطينيين والأردنيين، وهم قريبون من السعوديين والبدو. في دراسة أجريت عام 2005 على المتغيرات الجينية لASPM وجد الباحث ميكيل بوبروف أن الدروز الإسرائيليين في منطقة جبل الكرمل لديهم من بين أعلى معدل تطور حديثًا ل ASPM- Haplogroup D، بنسبة 52.2% من الأليل الذي يبلغ عمره 6000 عام تقريبًا.
أظهرت دراسة الحمض النووي قام بها عدد من الباحثين بقيادة الباحث بيدونغ تشن من مركز جامعة ستانفورد لتكنولوجيا الجينوم عام 2004 أن الدروز الإسرائيليين مميزون بسبب التكرار العالي (35%) من الذكور الذين يحملون كروموسوم واي هابلوغروب إل، وهو أمر غير شائع في الشرق الأوسط. نشأت مجموعة الهابلوغروب هذه من جنوب آسيا ما قبل التاريخ وانتشرت من باكستان إلى جنوب إيران. وأظهرت دراسة أُجريت عام 2008 على عينات أكبر أن متوسط L-M20 يبلغ 27% بين الدروز في جبل الكرمل، ونحو 2% بين الدروز في منطقة الجليل، ونحو 8% بين الدروز اللبنانيين، ولم يُعثر عليه في عينة من 59 درزيًا سوريًا.
وجد الباحث كروشياني في عام 2007 وجود E1b1b1a2 (E-V13) [فئة فرعية من E1b1b1a (E-M78)] بمستويات عالية (>10% من السكان الذكور) في السلالات القبرصية والدروز. تتوافق تحليلات المجموعات الجينية الحديثة للمجموعات العرقية مع علاقة الأسلاف الوثيقة بين الدروز والقبارصة، وحددت التشابه مع عموم السكان السوريين واللبنانيين، بالإضافة إلى مجموعة متنوعة من الجماعات اليهودية (بيهار وآخرون 2010).
أيضًا، خلصت دراسة جديدة إلى أن الدروز يؤويون تنوعًا من سلالات الحمض النووي للميتوكوندريا التي يبدو أنها انفصلت عن بعضها البعض منذ آلاف السنين. لكن بدلًا من الانتشار في جميع أنحاء العالم بعد انفصالهم، لا يزال من الممكن العثور على النطاق الكامل للأنساب بين السكان الدروز.
لاحظ الباحثون أن القرى الدرزية تحتوي على نطاق مذهل من التردد العالي والتنوع العالي من مجموعة هابلوغروب X، مما يُشير إلى أن هذه المجموعة السكانية تقدم لمحة عن المشهد الجيني السابق للشرق الأدنى في وقت كانت فيه مجموعة هابلوغروب X أكثر انتشارًا.
تتوافق هذه النتائج مع التقليد الشفوي الدرزي الذي يقول أنَّ أتباع العقيدة الدرزية جاءوا من سلالات أجداد متنوعة تمتد إلى عشرات الآلاف من السنين. ويُظهر تحليل كفن تورينو آثارًا كبيرة من الحمض النووي للميتوكوندريا الفريدة من نوعها للمجتمع الدرزي.
أظهرت دراسة نُشرت عام 2008 حول الخلفية الجينية للمجتمعات الدرزية في إسرائيل أصولًا أبوية غير متجانسة إلى حد كبير. أُخذت عينة من 311 درزيًا إسرائيليًا: 37 من مرتفعات الجولان، ونحو 183 من منطقة الجليل، ونحو 35 من جبل الكرمل، بالإضافة إلى نحو 27 مهاجرًا درزيًا من سوريا ونحو 29 من لبنان. وجد الباحثون الترددات التالية لمجموعات هابلوغروب الكروموسومات واي وMtDNA:
- جبل الكرمل: L 27%, R 27%, J 18%, E 15%, G 12%.
- منطقة الجليل: J 31%, R 20%, E 18%, G 14%, K 11%, Q 4%, L 2%.
- مرتفعات الجولان: J 54%, E 29%, I 8%, G 4%, C 4%.
- لبنان: J 58%, K 17%, Q 8%, R 8%, L 8%.
- سوريا: J 39%, E 29%, R 14%, G 14%, K 4%.
- ترددات هابلوغروب MtDNA للأم: H 32%, X 13%, K 12.5%, U 10 %, T 7.5%, HV 4.8 %, J 4.8%, I 3.5%, pre HV 3%, L2a3 2.25%, N1b 2.25%, M1 1.6%, W 1.29%.

خلصت دراسة من الباحثين سكارليت مارشال رانجيت داس مهدي بيروزنيا أُجريت عام 2016 على أساس اختبار عينات من الدروز في المنطقة التاريخية لسوريا، مُقارنةً بالبشر القدامى (بما في ذلك الأناضول والأرمن)، وعلى أداة التركيب السكاني الجغرافي عن طريق تحويل المسافات الجينية إلى مسافات جغرافية، إلى أن الدروز قد ينحدرون من جبال زاغروس ومحيط بحيرة وان في شرق الأناضول، ثم هاجروا فيما بعد جنوبًا ليستقروا في المناطق الجبلية في سوريا ولبنان وإسرائيل.
تُشير دراسة أجريت عام 2020 حول بقايا السكان الكنعانيين (العصر البرونزي جنوب بلاد الشام) إلى درجة كبيرة من الاستمرارية الجينية في سكان بلاد الشام الناطقين بالعربية حاليًا (بما في ذلك الدروز واللبنانيين والفلسطينيين والسوريين)، وكذلك في معظم الجماعات اليهودية (بما في ذلك) اليهود السفارديم، واليهود الأشكناز، واليهود المزراحيم، واليهود المغاربيون) من سكان بلاد الشام في العصر البرونزي، مما يُشير إلى أن المجموعات المذكورة أعلاه تنبع أكثر من نصف إجمالي أصولهم (atDNA) من الكنعانيين / سكان بلاد الشام في العصر البرونزي، وإن كان ذلك بمصادر ودرجات متفاوتة من الاختلاط من مضيف مختلف أو مجموعات غزو مختلفة اعتمادًا على كل مجموعة.

## الاضطهادات

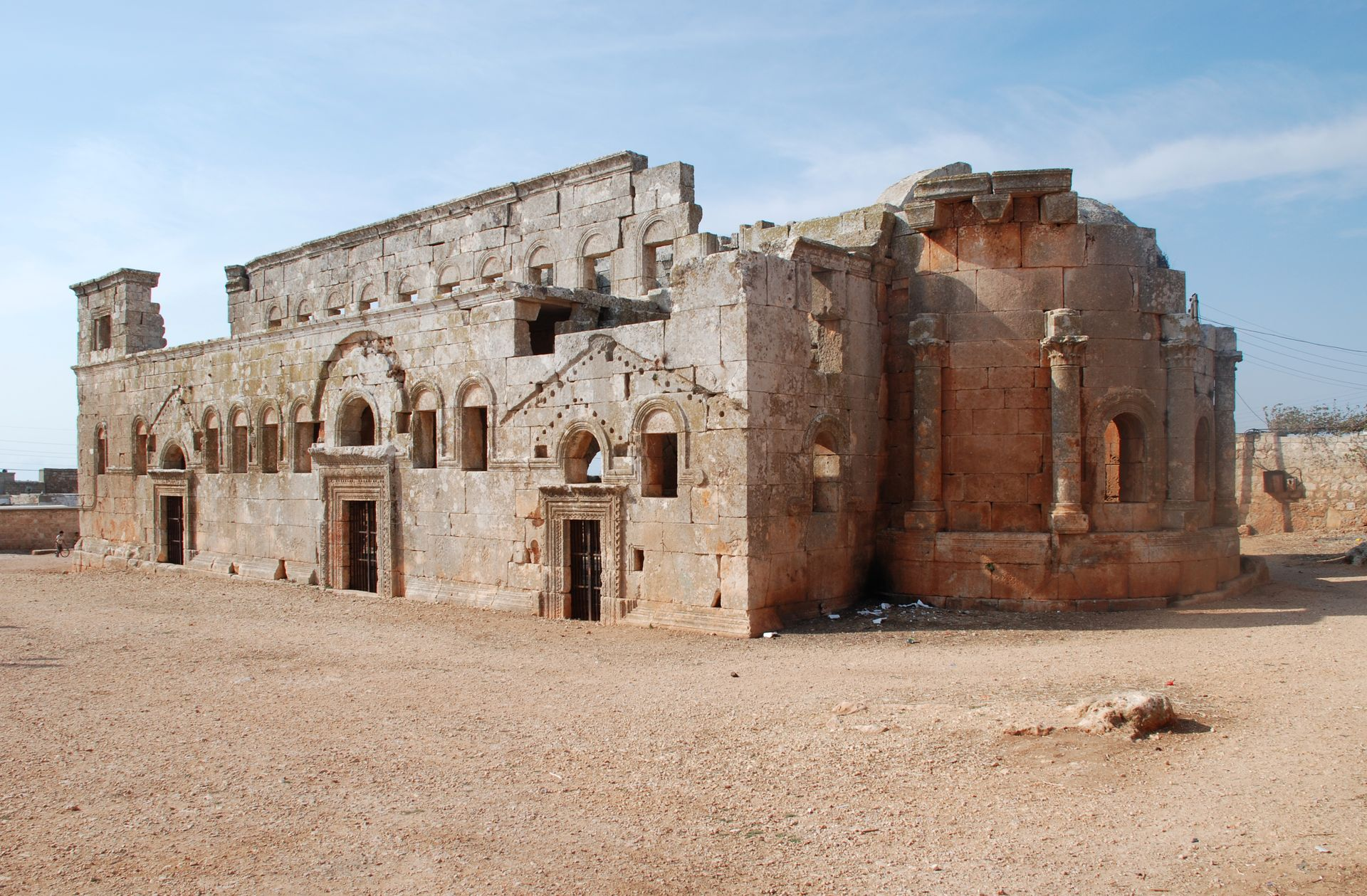
قلب لوزة، تعرض الدروز فيها عام 2015 لمجزرة من تنظيم جبهة النصرة.

تعرّض الموحدون الدروزُ إلى الاضطهاد في العديد من الأحيان، إذ اعتبروا لدى علماء بعض الطوائف الإسلامية بأنهم مرتدين عن الإسلام، وبالتالي كفَّرت العديد من الفتاوى الدروزَ واعتبرتْهم مُرتدِّين عن دين الإسلام. واجه الموحدون الدروز اضطهادًا شديدًا من الخليفة الظاهر لإعزاز دين الله، الذي أراد القضاء على الإيمان الدرزي. وكان هذا نتيجة صراع على السلطة داخل الدولة الفاطمية، حيث شوهد الدروز بعين الريبة بسبب رفضهم الاعتراف بالخليفة الجديد، الظاهر لإعزاز دين الله، كإمام لهم. وانضم العديد من الجواسيس، وخاصةً أتباع الدرزي، إلى حركة التوحيد من أجل التسلل إلى المجتمع الدرزي. بدأ الجواسيس في إثارة المتاعب وتلطيخ سمعة الدروز. نتج عن ذلك احتكاك مع الخليفة الجديد الذي اشتبك عسكريًا مع المجتمع الدرزي. وتراوحت المصادمات بين أنطاكية والإسكندرية، حيث ذُبِح عشرات الآلاف من الدروز على يد الجيش الفاطمي. وكانت أكبر مذبحة في أنطاكية، حيث قُتل 5,000 من الزعماء الدينيين الدروز، تلتها مذبحة في مدينة حلب. ونتيجة لذلك، مارس الدروز إيمانهم بسرية تحت الأرض، على أمل البقاء على قيد الحياة، حيث أُجبر المعتقلون إما على التخلي عن عقيدتهم أو القتل. وعُثر على ناجين من الدروز في جنوب لبنان وسوريا.
جرت حملات اضطهاد للدروز أخرى مماثلة من المماليك والعثمانيين؛ وفي الآونة الأخيرة قام كل من تنظيم الدولة الإسلامية أو ما يعرف بداعش وتنظيم القاعدة بحملات تطهير، في سوريا والدول المجاورة، استهدفت المعتقدات والأقليات غير المسلمة.
ذكرت وسائل الإعلام عن حادثة مجزرة قلب لوزة وهي مجزرة أستهدفت الدروز السوريين في 10 يونيو من عام 2015 في قرية قلب لوزة في محافظة إدلب شمال غرب سوريا. وكانت القرية واقعة تحت سيطرة ائتلاف للمتمردين الإسلاميين، عندما حاول قائد تونسي لمجموعة في الائتلاف، وهي جبهة النصرة، مصادرة منزل أحد سكان القرية الذين اتهموا بالعمل لصالح الحكومة السورية. احتج القرويون وكان لما حدث قصتان مختلفان. طبقًا للنشطاء المناهضين للحكومة، فتح مقاتلو جبهة النصرة النار على القرويين المحتجين، بعد أن اتهمهم القائد التونسي بالتجديف. وفي 25 يوليو من عام 2018، دخلت مجموعة من المهاجمين المرتبطين بتنظيم الدولة الإسلامية (داعش) مدينة السويداء ذات الأغلبية الدرزية وبدأت سلسلة من المعارك النارية والتفجيرات الانتحارية في شوارعها، مما أسفر عن مقتل 258 شخصًا على الأقل، غالبيتهم العظمى من المدنيين.

## شخصيات درزية
- سلطان الأطرش: سياسي سوري وقائد الثورة السورية عام 1925.
- فخر الدين المعني الثاني: أحد أمراء جبل لبنان في العصر العثماني.
- سميح القاسم: شاعر فلسطيني.
- إبراهيم الهجري: شخصية دينية درزية.
- حكمت الهجري: الرئيس الروحي لطائفة الدروز في سوريا.
- عارف حلاوي: شخصية دينية درزية.
- شكيب أرسلان: كاتب وأديب ومفكر لبناني.
- كمال جنبلاط: سياسي و مفكر و فيلسوف لبناني درزي.
- مجيد أرسلان: سياسي لبناني.
- سميح شقير: فنان سوري.
- وليد جنبلاط: سياسي لبناني 1949,م.
- تيمور جنبلاط: سياسي لبناني.
- ليلى الأطرش: روائية فلسطينية أردنية.
- أمين طريف: الرئيس الروحي السابق لطائفة الموحدين الدروز في إسرائيل.
- رشيد طليع: سياسي أردني.
- فيصل القاسم: اعلامي سوري.
- أيوب الحجلي: صحفي سوري.
- فريد الأطرش: موسيقي وملحن وممثل سوري-مصري (1910–1974).
- أسمهان: مُغنية وممثلة مصرية سورية الأصل.
- سلامة عبيد: مؤرخ سوري.
- طلال أرسلان: سياسي لبناني.
- راغدة درغام: صحفية من الولايات المتحدة الأمريكية.
- إيمان القاسم سليمان: مذيعة من عرب الداخل.
- شبلي العيسمي: نائب رئيس سوريا.
- شوقي أنيس عمار
- طليع حمدان: شاعر لبناني.
- سعيد تقي الدين: كاتب مسرحي لبناني.
- عصام زهر الدين: عسكري سوري.
- خليل تقي الدين: دبلوماسي وصحفي وكاتب قصصي.
- ممدوح عزام
- خالد القيش: ممثل سوري.
- أمل كلوني: محامية وناشطة ومؤلفة لبنانية-بريطانية.
- وئام وهاب: وزير البيئة سابقا في حكومة لبنان و مؤسس حزب التوحيد العربي.
- ليليا الأطرش: ممثلة سورية.
- فهد بلان: موسيقي و مطرب سوري.
- منصور الأطرش: سياسي وصحفي سوري وأحد مؤسسي حزب البعث.
- علياء المنذر: مغنية لبنانية.
- هند باز: ممثلة لبنانية.
- نضال الأحمدية: مذيعة لبنانية.
- سليم حاطوم: عسكري سوري، وقائد كتيبة المغاوير.
- نواف غزالة: شحصية درزية بارزة.
- ركان الأطرش: شخصية دينية درزية.
- صدقي المقت

## وصلات خارجية
- الموقع البناني الأول
- الجمعية الدرزية الأمريكية
- الجمعية الدرزية الأمريكية - ميشيغان
- الجمعية الدرزية الأسترالية
- معهد الدراسات الدرزي
- الجمعية الدرزية الأوروبية
- دروز نت: مقالات بالإنكليزية
- الجمعية الدرزية الكندية
- www.mmouka.com
- مقالات حول الدروز
- 1911 موسوعة بريتانيكا
- السوريون الدروز